# Arquitetura eclética
A expressão arquitetura eclética (AO 1945: arquitectura ecléctica) refere-se a um período de transição da arquitetura predominante desde meados do século XIX até as primeiras décadas do século XX.
Em arquitetura, o ecleticismo é a mistura de estilos arquitetônicos do passado para a criação de uma nova linguagem arquitetônica. Apesar de que sempre há existido alguma mistura de estilos durante a história da arquitetura, a expressão "arquitetura eclética" é usada em referência aos estilos surgidos durante o século XIX que exibiam combinações de elementos que podiam vir da arquitetura clássica, medieval, renascentista, barroca e neoclássica. Assim, o ecletismo se desenvolveu ao mesmo tempo, e em íntima relação com a chamada arquitetura historicista, que buscava reviver a arquitetura antiga e gerou os estilos "neos" (neogótico, neorromânico, neorrenascença, neobarroco, neoclássico, etc.). Do ponto de vista técnico, a arquitetura eclética também se aproveitou dos novos avanços da engenharia do século XIX, como o que possibilitou construções com estruturas de ferro forjado.
Uma das grandes influências da arquitetura eclética foi a Beaux-Arts, o estilo arquitetônico ensinado nas Escola de Belas Artes de Paris, então a cidade mais importante no campo das artes. O chamado estilo "Beaux-arts", muito ornamentado e imponente, que mesclava renascimento, barroco e o neoclassicismo, foi influência obrigatória por todo o mundo ocidental. Entre as realizações mais grandiosas da arquitetura acadêmica parisiense, contam-se a Ópera de Paris (1861-1875), de Charles Garnier; o Grand Palais (1897-1900); o Petit Palais (1896-1900); e a Gare d'Orsay (1898).
Além do uso e mistura de estilos estéticos históricos, a arquitetura eclética, de maneira geral, se caracterizou pela simetria, busca de grandiosidade, rigorosa hierarquização dos espaços internos e riqueza decorativa.

## Variações do estilo eclético
Pode-se distinguir ao menos três correntes principais do ecletismo, em termos de princípios arquitetônicos: a da composição estilística, a do historicismo tipológico, e a dos pastiches compositivos.
Quanto aos estilos, podem ser citados durante o proto-ecletismo, dois revivalismos, o neoclassicismo e o neogótico. Depois, durante o ecletismo propriamente dito, vieram o neogrego, neorromano, neorrenascimento, neobarroco, neogótico (enquanto estilo em si, não revivalismo), neorromânico, neoegípcio, neomourisco, neoindiano. Outros estilos associados incluem o pitoresco (chalés, bangalôs), o art nouveau e o neocolonial.

## No Brasil
No Brasil, a arquitetura eclética foi uma tendência dentro do chamado academicismo propagado pela Academia Imperial de Belas Artes e pela sua sucessora, a Escola Nacional de Belas Artes, ao longo do século XIX. Assim, o ensino arquitetônico acadêmico no Rio de Janeiro, que, inicialmente, privilegiou o neoclassicismo, mais tarde adotou o ecletismo de origem europeia. Em paralelo, surgiram instituições artísticas em outros lugares do Brasil também comprometidas com a arquitetura eclética, como o Liceu de Artes e Ofícios de São Paulo. 
Em São Paulo, o ecletismo arquitetônico teve, em Ramos de Azevedo, seu principal nome. Azevedo foi responsável pelos projetos do Theatro Municipal de São Paulo e da Pinacoteca do Estado.
No Recife, cidade que abriga importantes monumentos ecléticos, o arquiteto italiano Giácomo Palumbo e o francês Gustave Varin se destacaram.
Já em Porto Alegre, o ecletismo encontrou um grande representante na figura de Theodor Wiederspahn.
No estado de Minas Gerais, o ecletismo aparece também nos traços da edificação do Palácio da Liberdade, situado em Belo Horizonte. O espaço abriga várias obras de arte e é a atual sede do governo estadual, e faz parte do Circuito da Liberdade, considerado grande expoente da cultura brasileira. 
Na cidade do Rio de Janeiro, um grande exemplar da arquitetura eclética era o Palácio Monroe. Este era a antiga sede do Senado Federal, demolida na década de 70, durante a ditadura militar.

## Galeria da arquitetura eclética brasileira

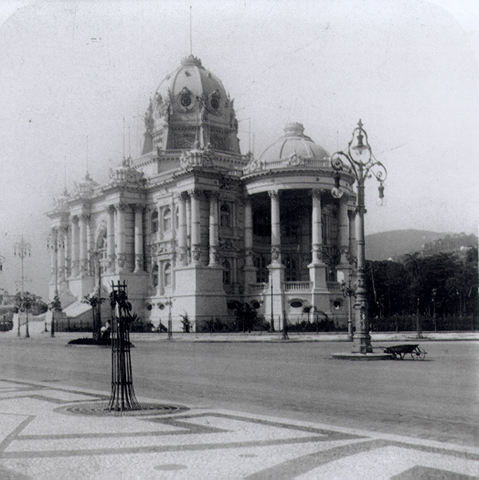
Antigo Palácio Monroe, Rio de Janeiro
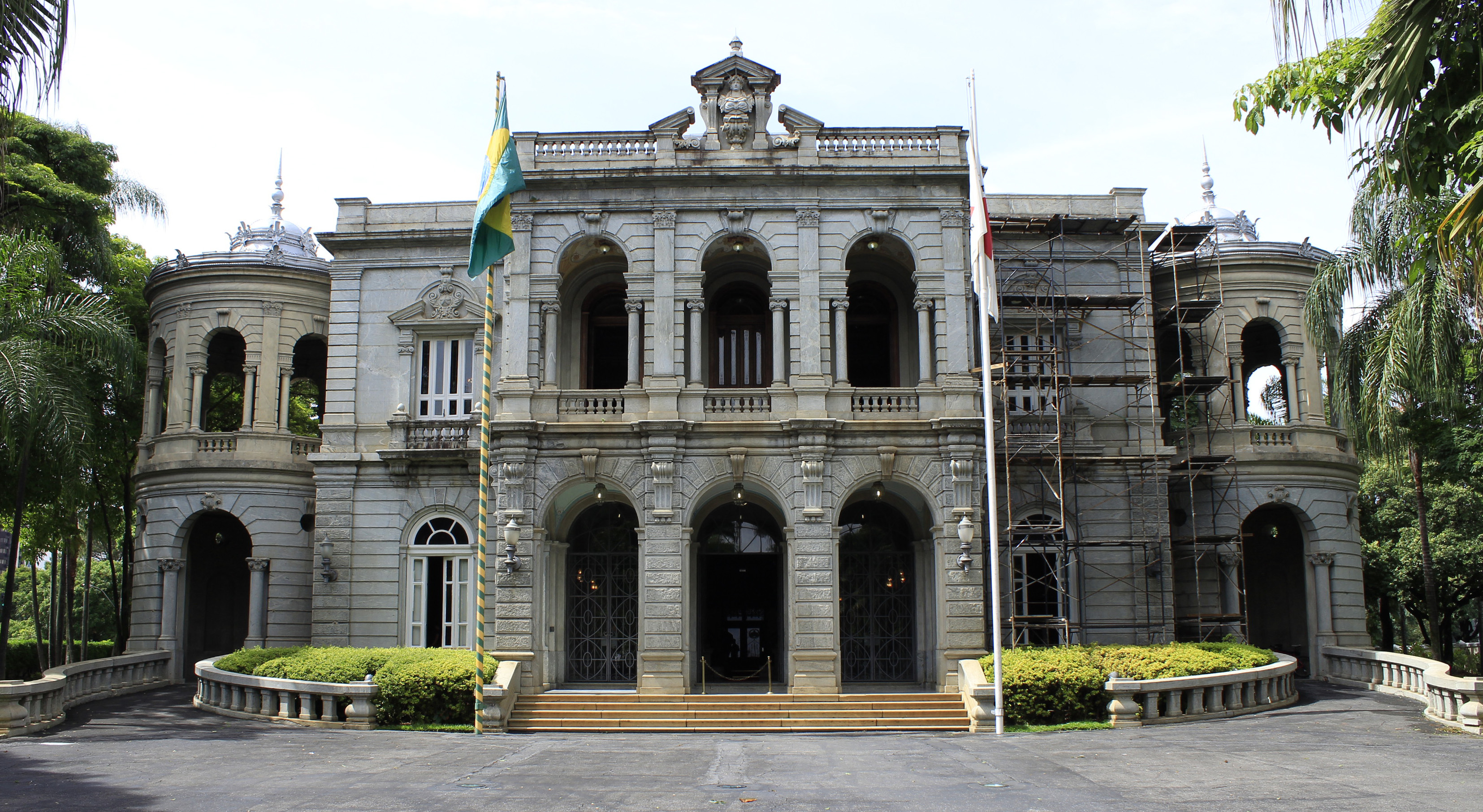
Palácio da Liberdade, Belo Horizonte
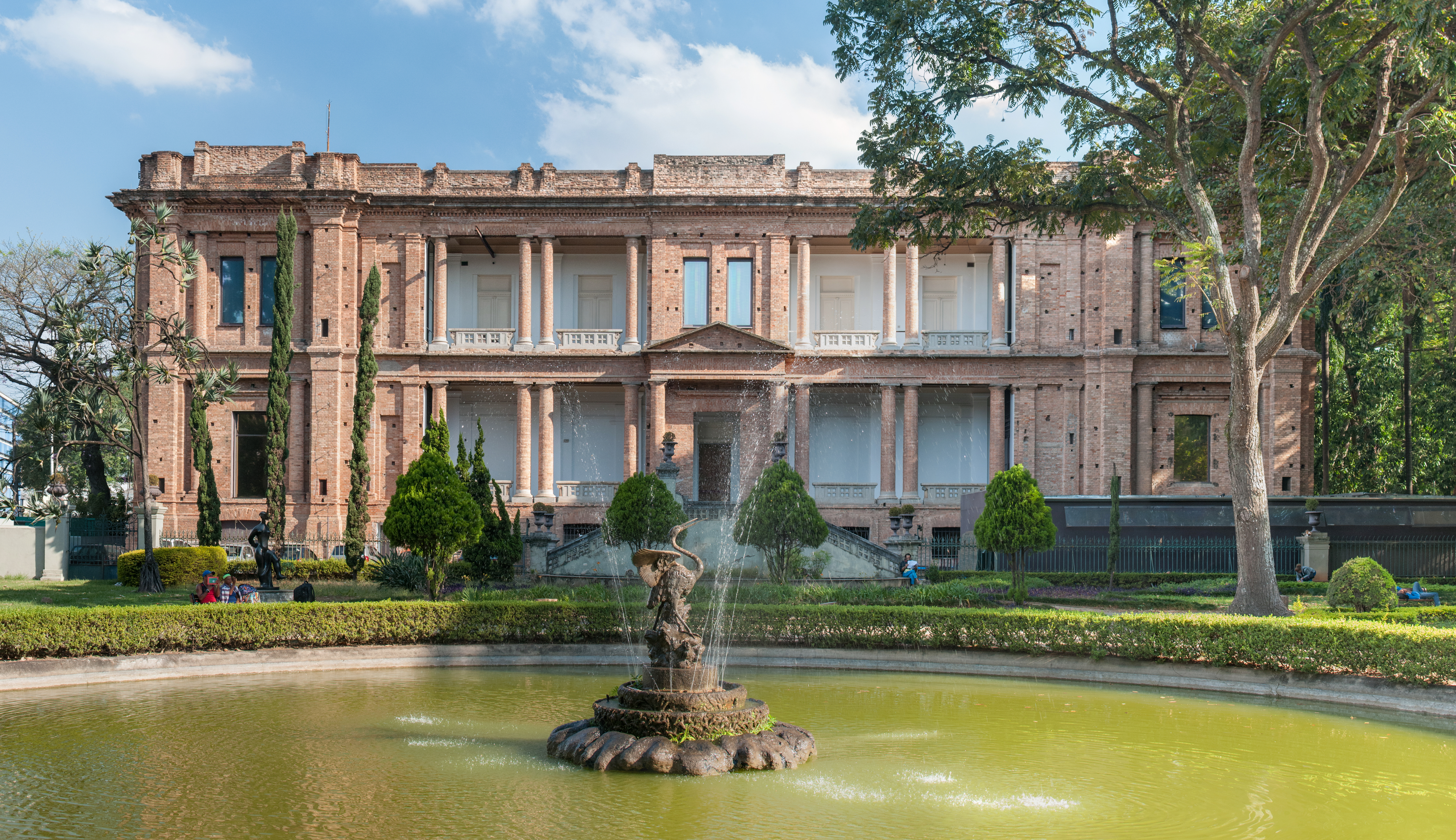
Pinacoteca do Estado de São Paulo
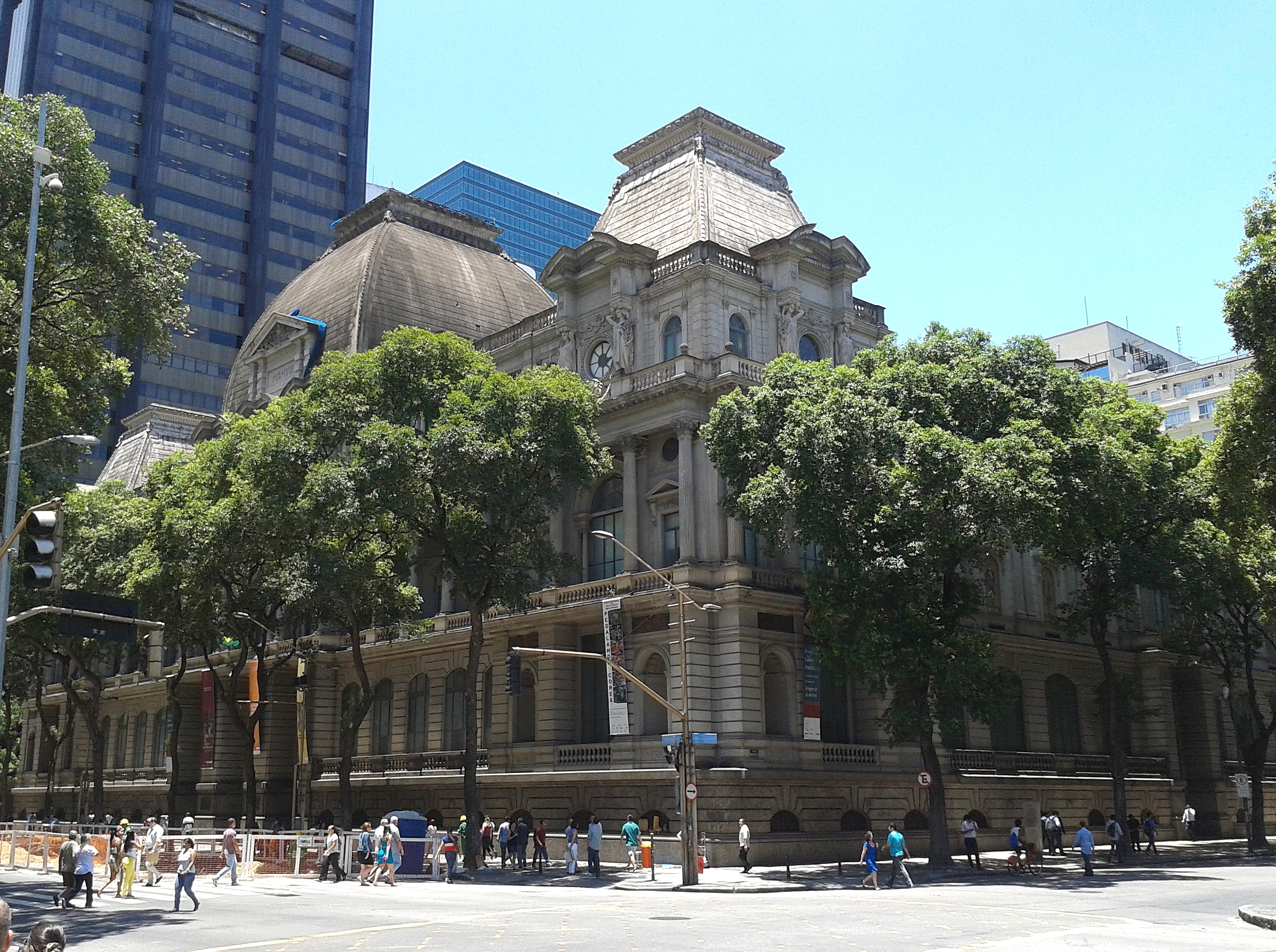
Museu Nacional de Belas Artes, Rio de Janeiro
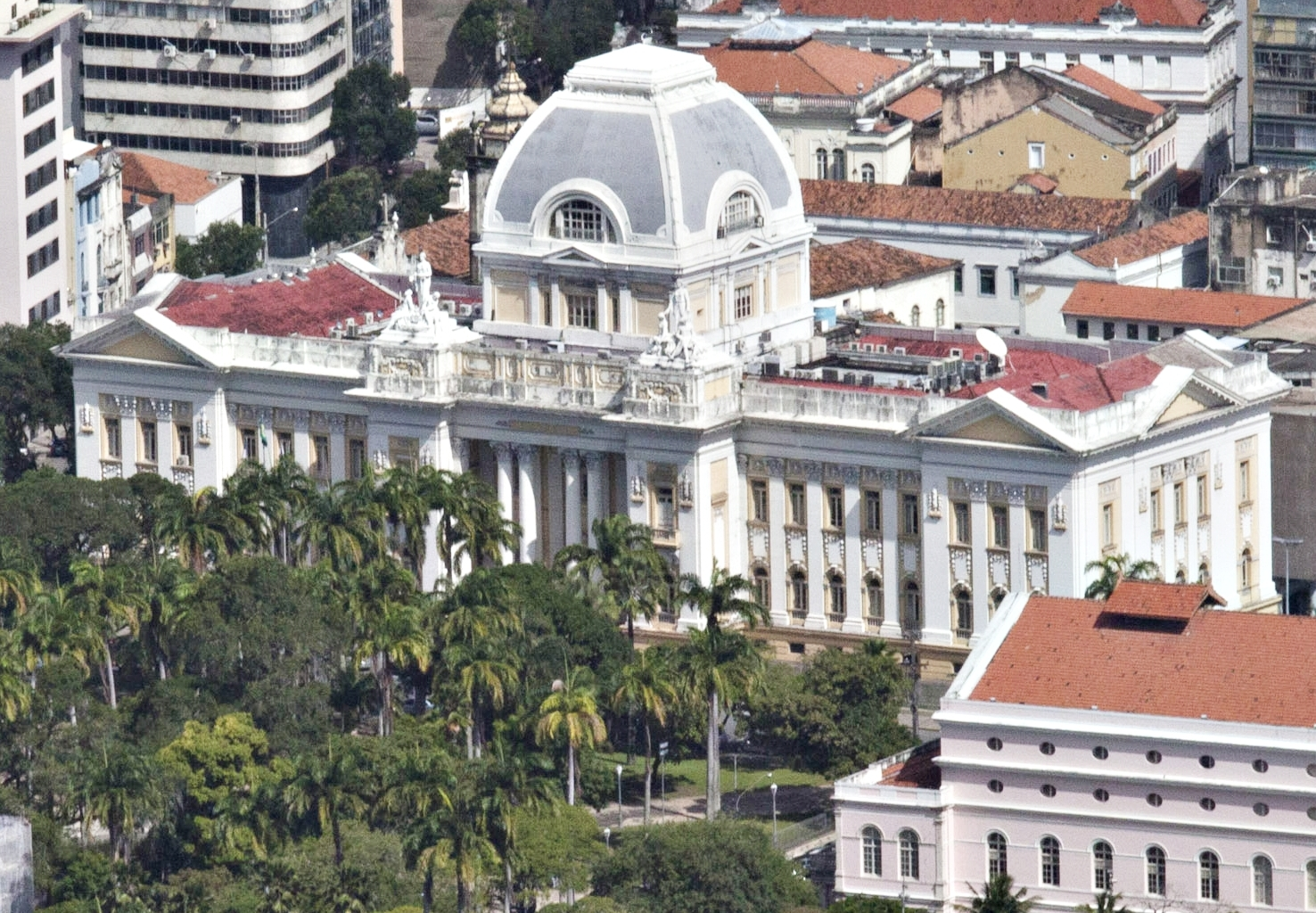
Palácio da Justiça, Recife
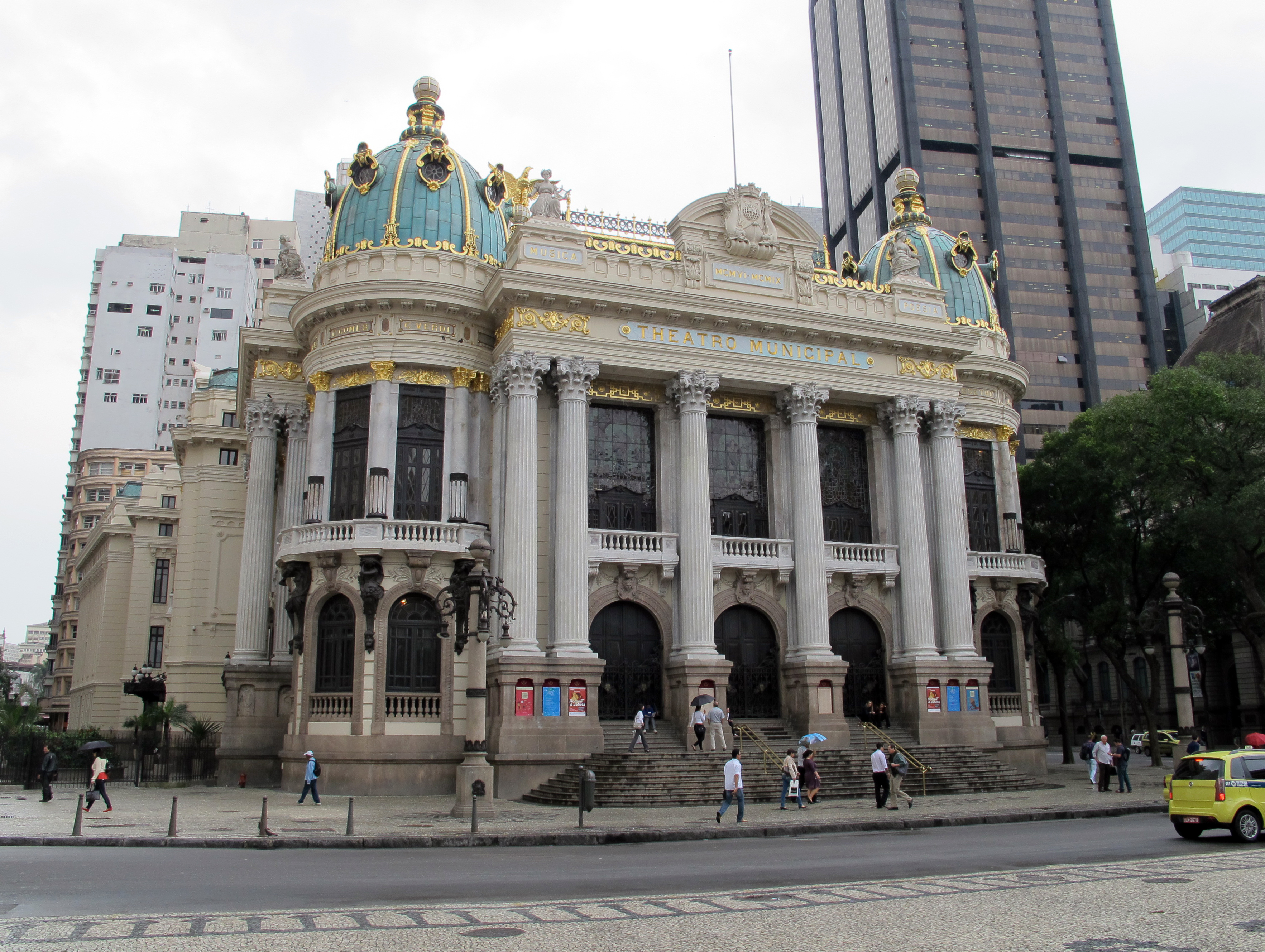
Theatro Municipal do Rio de Janeiro
Theatro Municipal de São Paulo
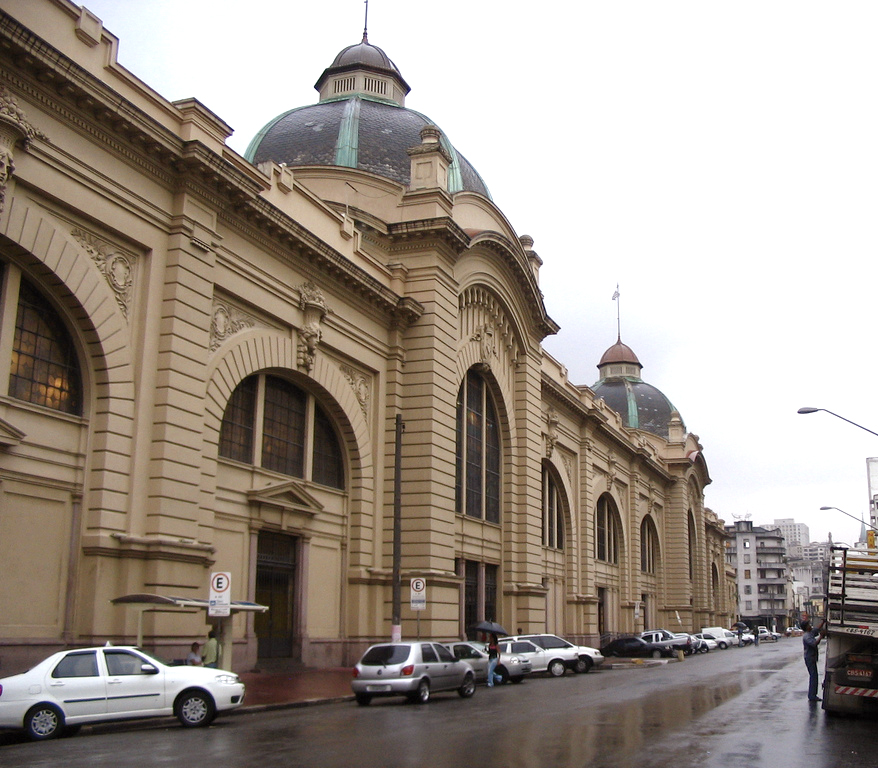
Mercado Municipal de São Paulo
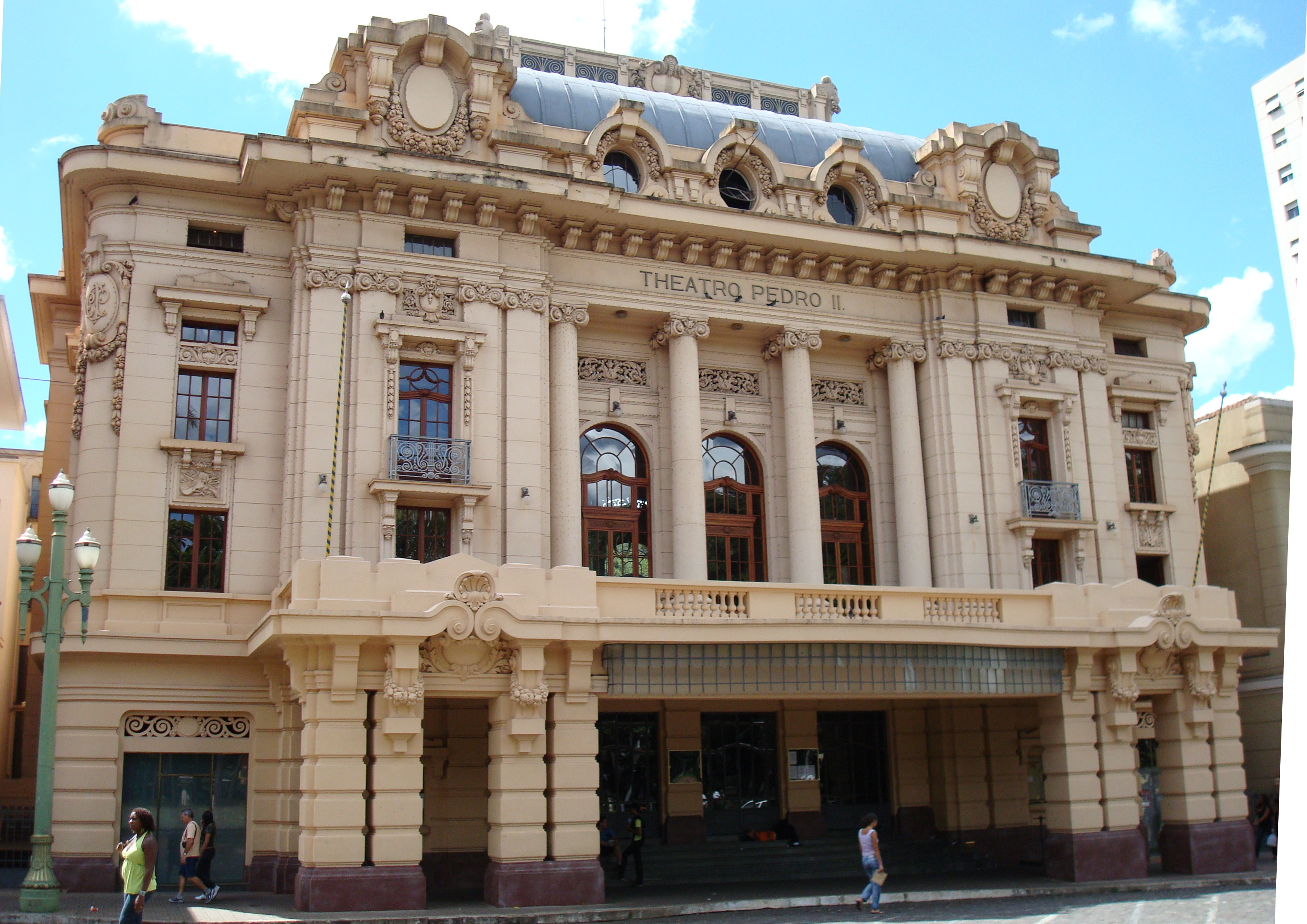
Teatro Pedro II, Ribeirão Preto
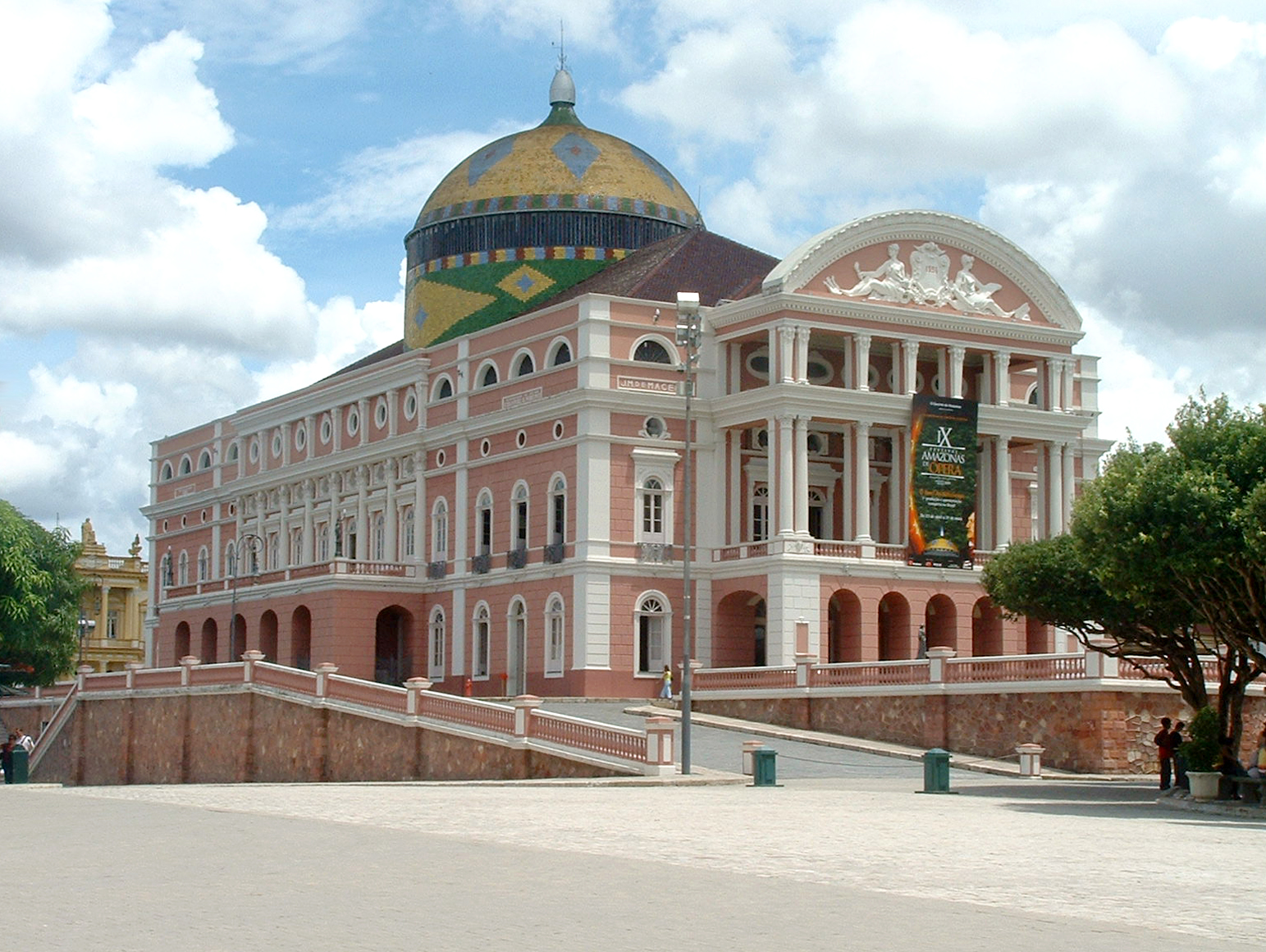
Teatro Amazonas, Manaus
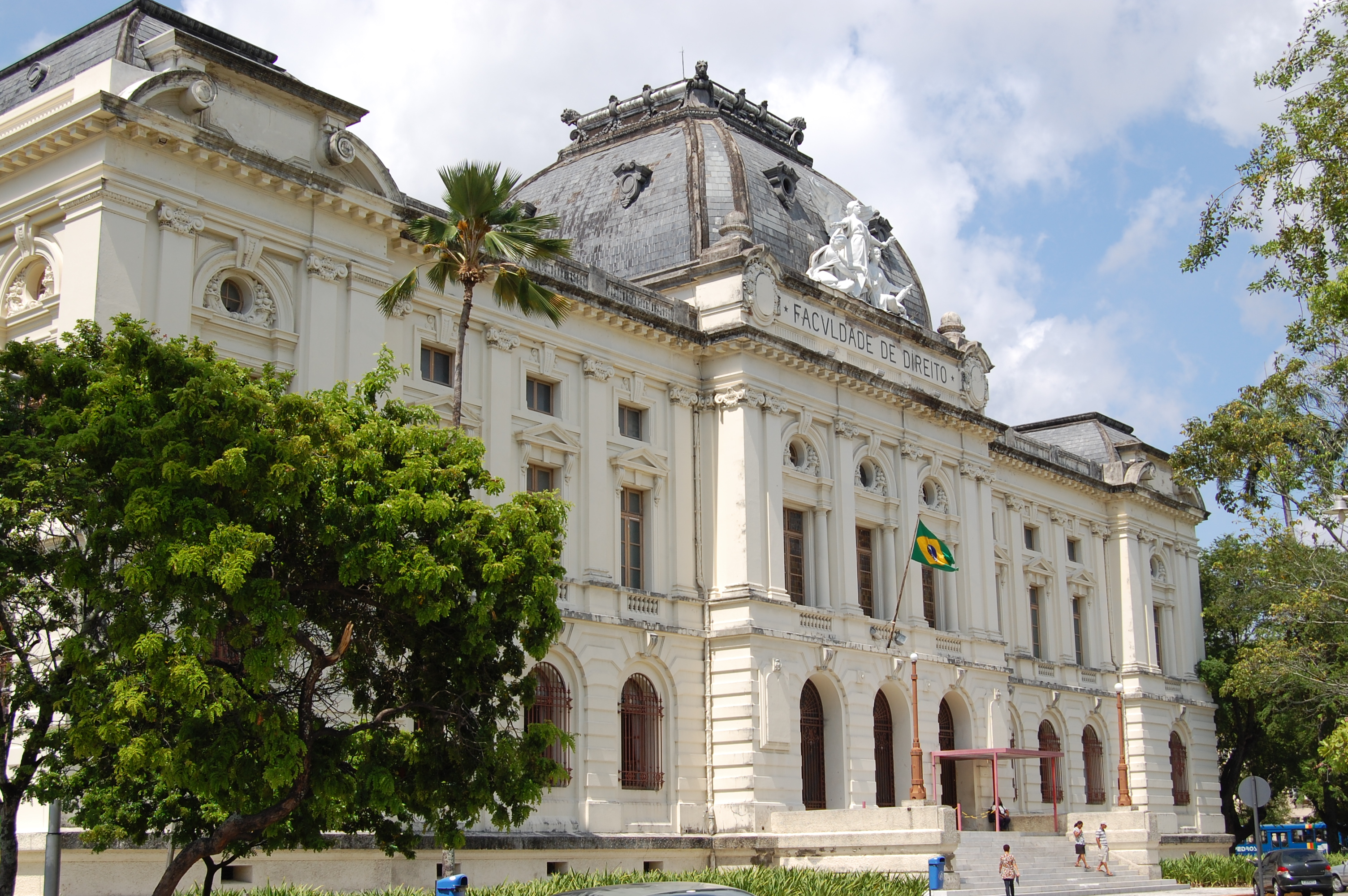
Faculdade de Direito do Recife
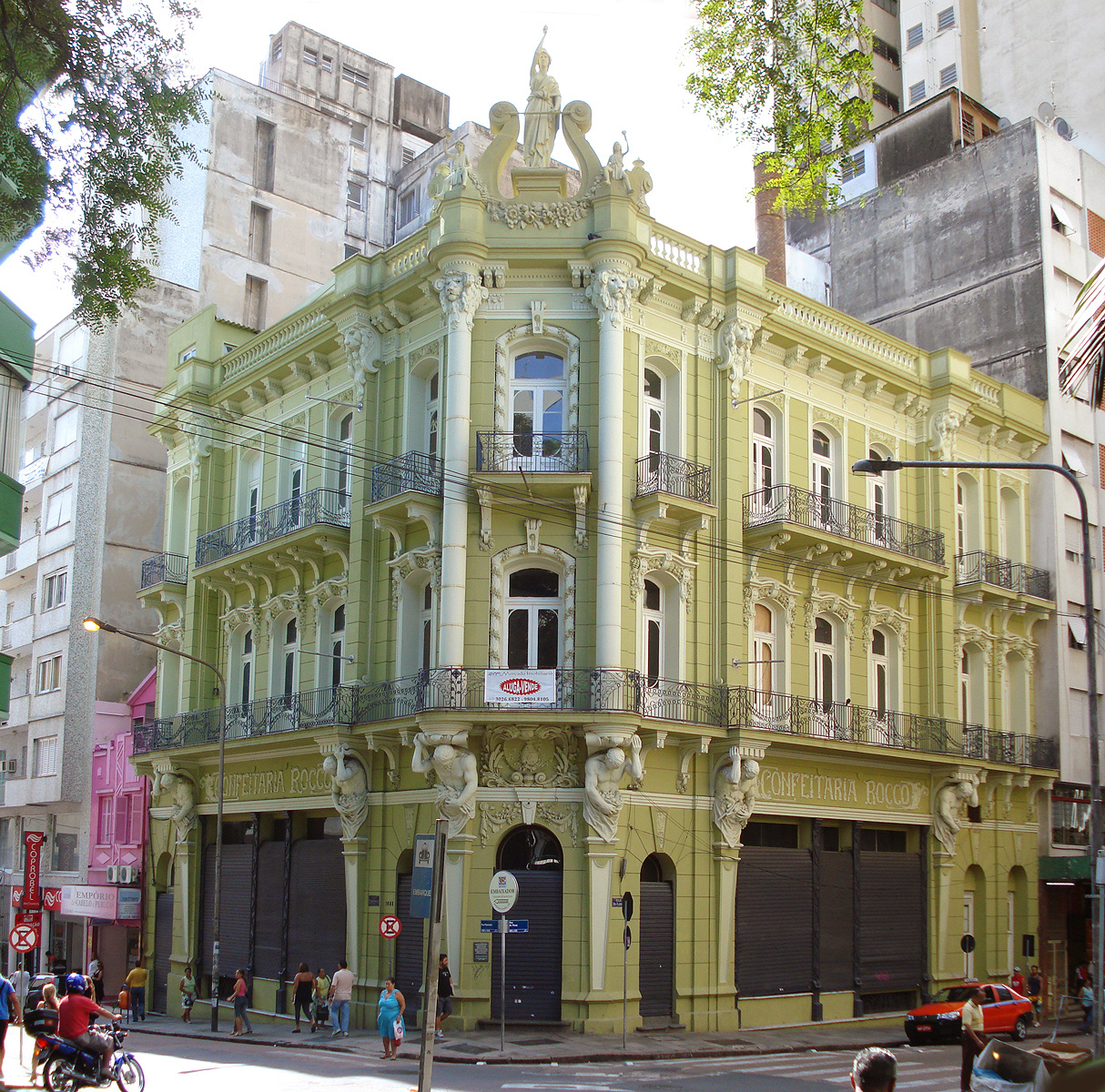
Confeitaria Rocco, Porto Alegre
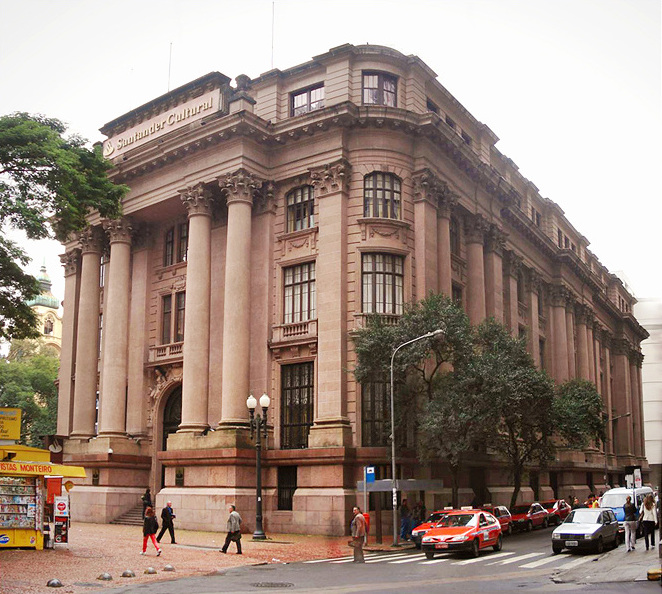
Santander Cultural, Porto Alegre
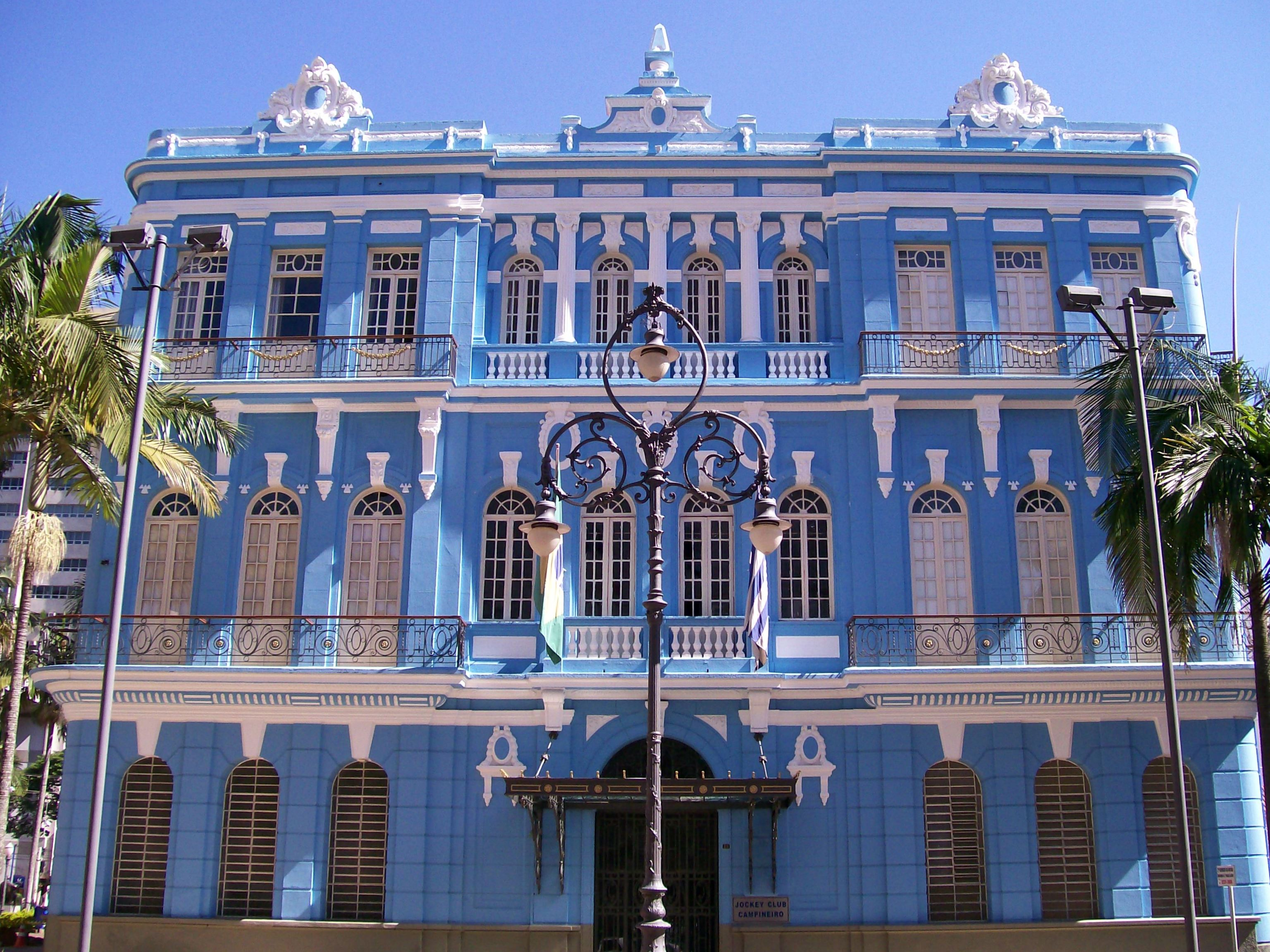
Jockey Club Campineiro, Campinas
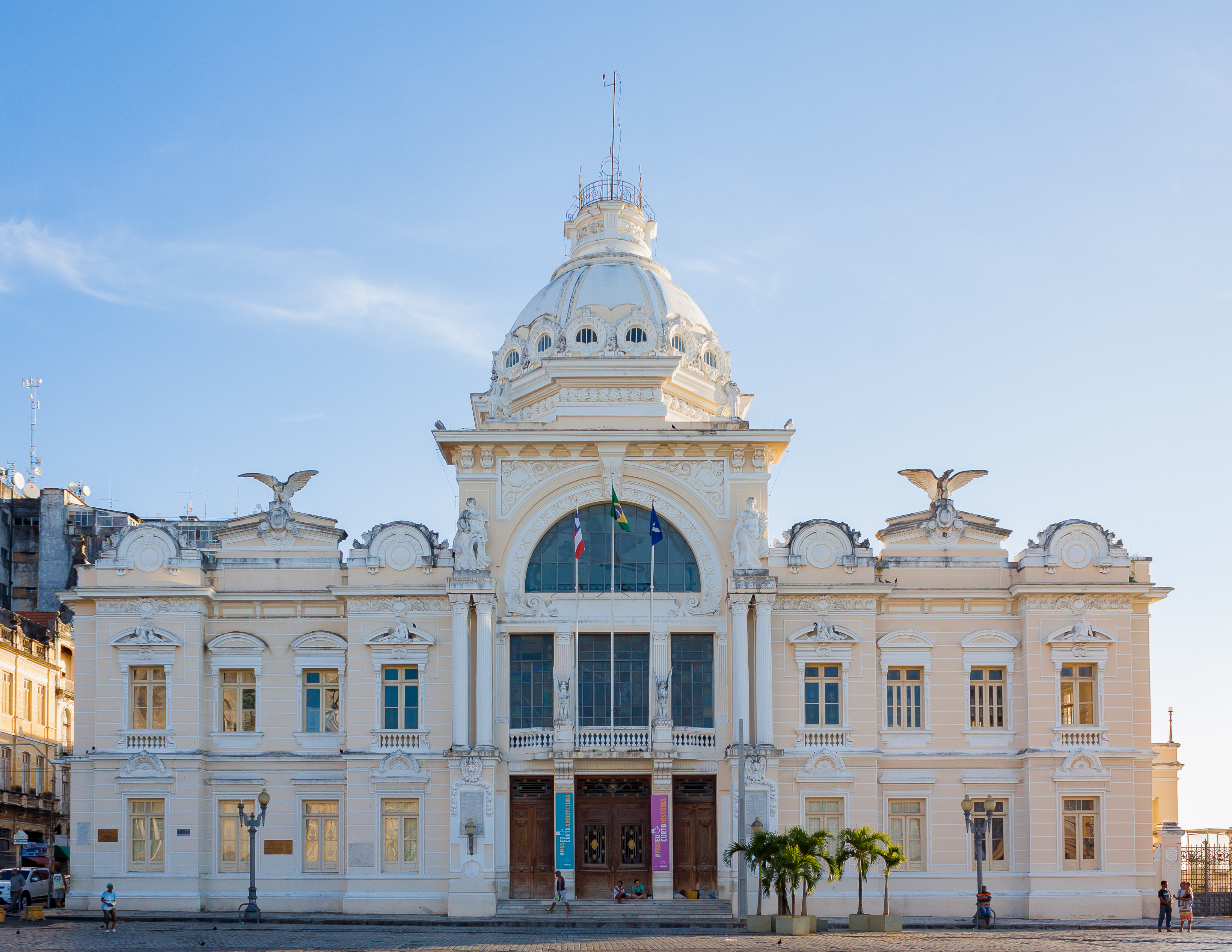
Palácio Rio Branco, em Salvador, Bahia
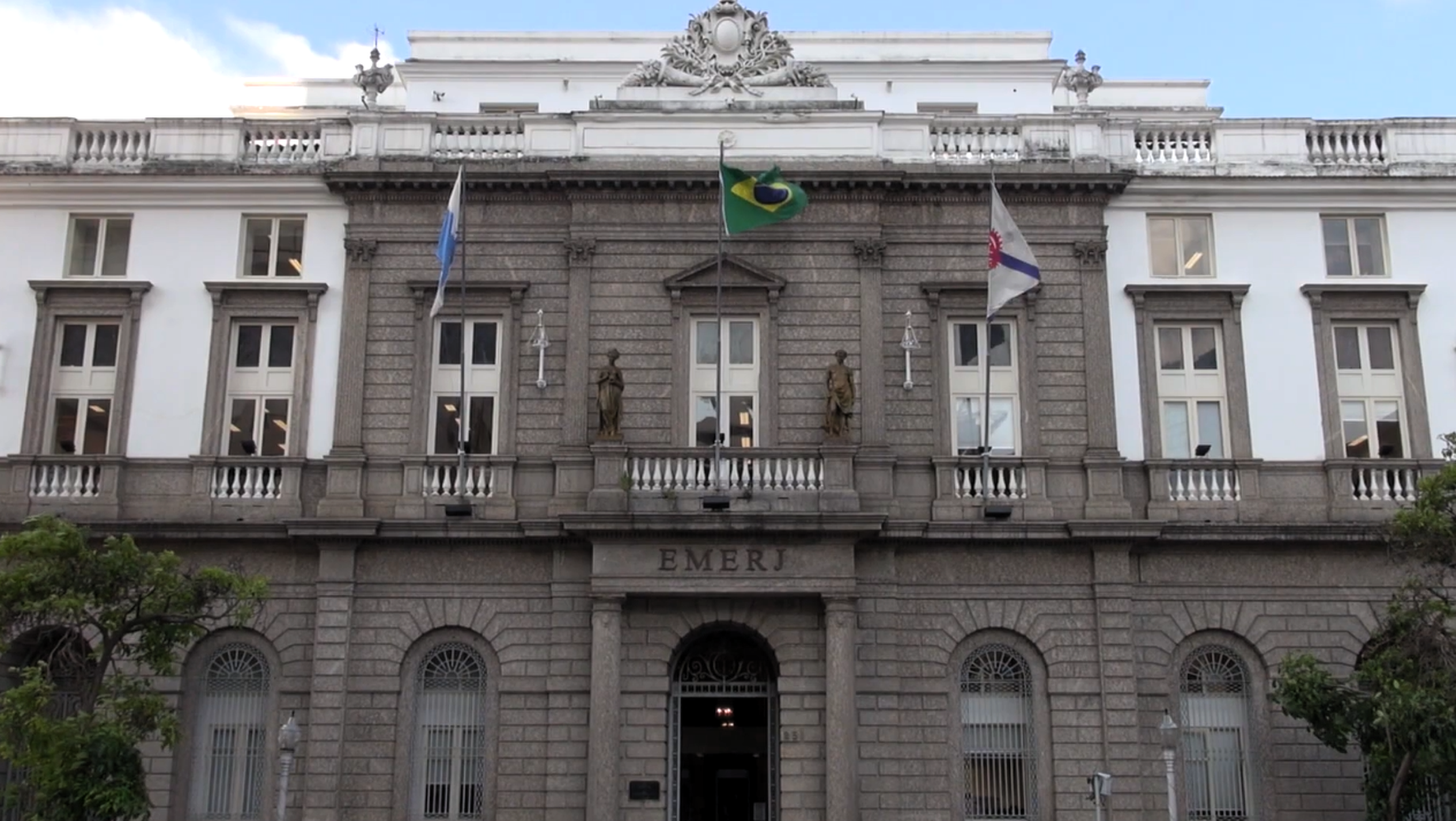
Escola de Magistratura do Estado do Rio de Janeiro

## Em Portugal
A segunda metade do século XIX em Portugal é caracterizada por um período de grande desenvolvimento econômico e de franca melhoria das condições de vida. Com o impulso de Fontes Pereira de Melo e o fontismo, as últimas décadas do século assistem à execução de grandes obras de infraestrutura, como as redes de ferroviárias e as de comunicações, tentando recuperar do atraso imposto pelas invasões francesas e posterior guerras liberais. 
É o ambiente propício ao desenvolvimento do ecletismo e da arquitetura do ferro, a par do ainda presente romantismo. As novas classes privilegiadas e o ambiente burguês que se vive em Portugal propiciam o desenvolvimento da arquitetura historicista, para ostentação pessoal, em simultâneo com a moderna arquitetura do ferro nos grandes espaços como as estações ferroviárias, mercados e salas de exposição. 
Após um ciclo de grande estabilidade, inicia-se, com a questão do mapa cor-de-rosa, nova fase de instabilidade onde se sucedem os governos em regime de rotativismo, a ditadura de João Franco, o regicídio, implantação da república e Primeira Guerra Mundial. Nesta fase, assiste-se à curiosa justaposição de tendências. O século XX tem início ainda com o neoclassicismo, nas obras do Palácio de São Bento – atual Assembleia da República; e o romantismo, na construção da Quinta da Regaleira. Ambos, na fase final, a par do ecletismo, das grandes edificações em ferro, mas já com sinais de uma arte nova confusa e das primeiras tentativas de modernizar a arquitetura. 
Em Portugal, o ecletismo segue a grande corrente internacional. Como é, também, uma época de grandes fortunas burguesas, torna-se o estilo mais utilizado por esta classe social, como forma de ostentação econômica. Existem numerosos exemplos por todo o país, mas são de destacar Lisboa, Porto e Estoril/Cascais/Sintra.

## Galeria

### Europa

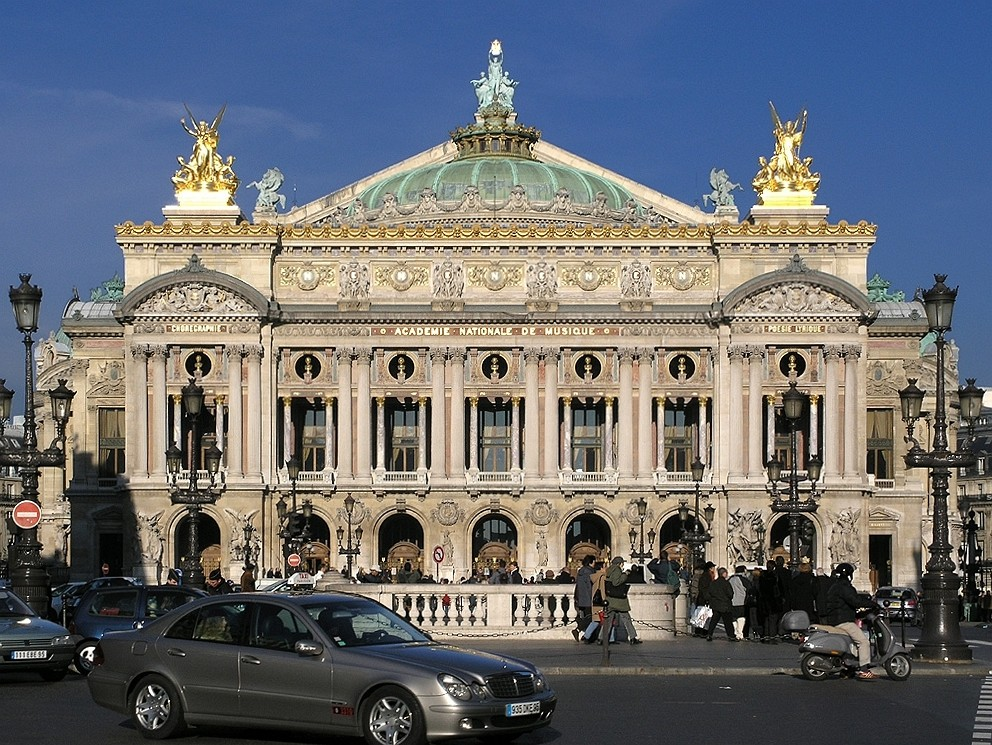
Ópera de Paris (1861-75), França
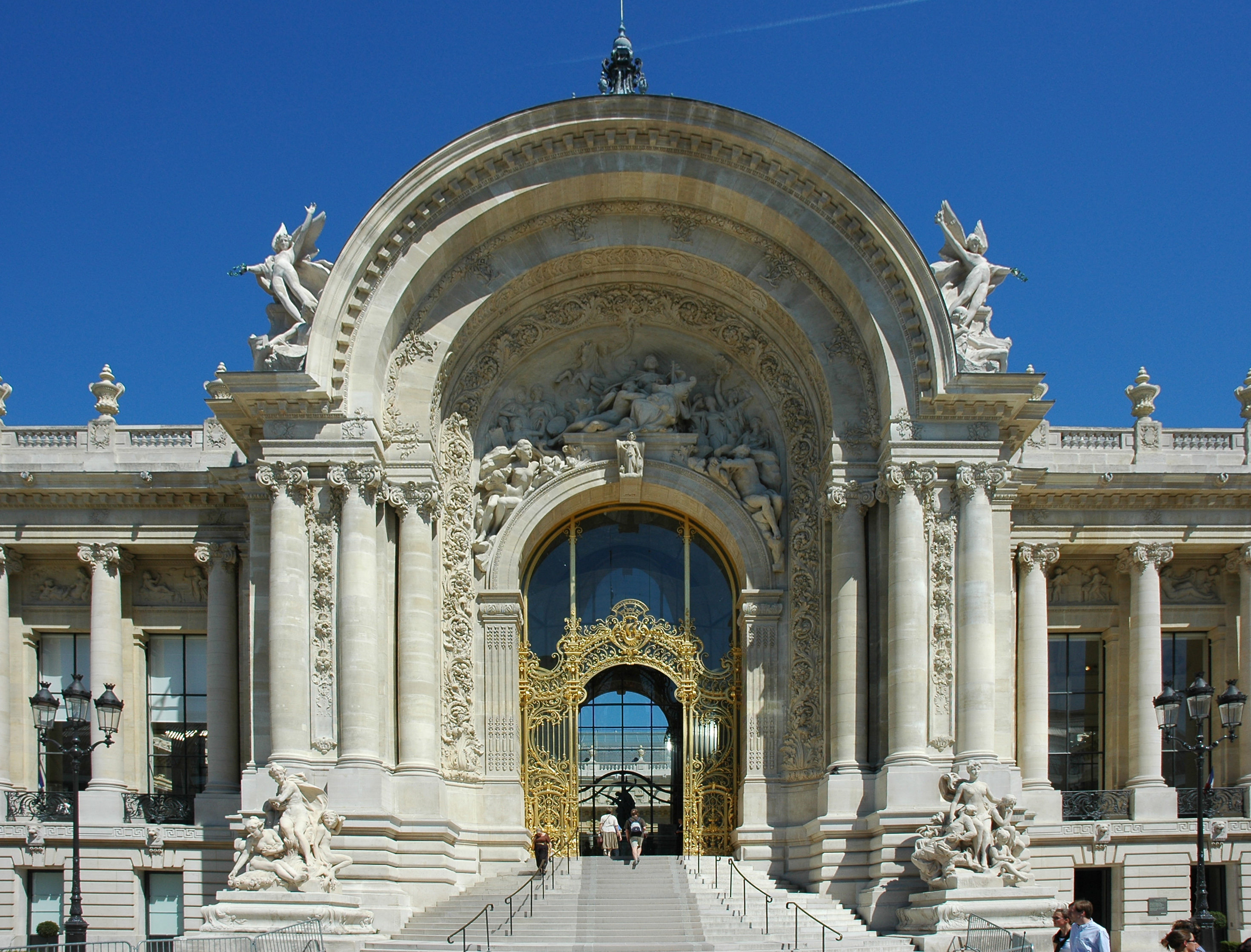
Entrada do Petit Palais (1896-1900), Paris, França
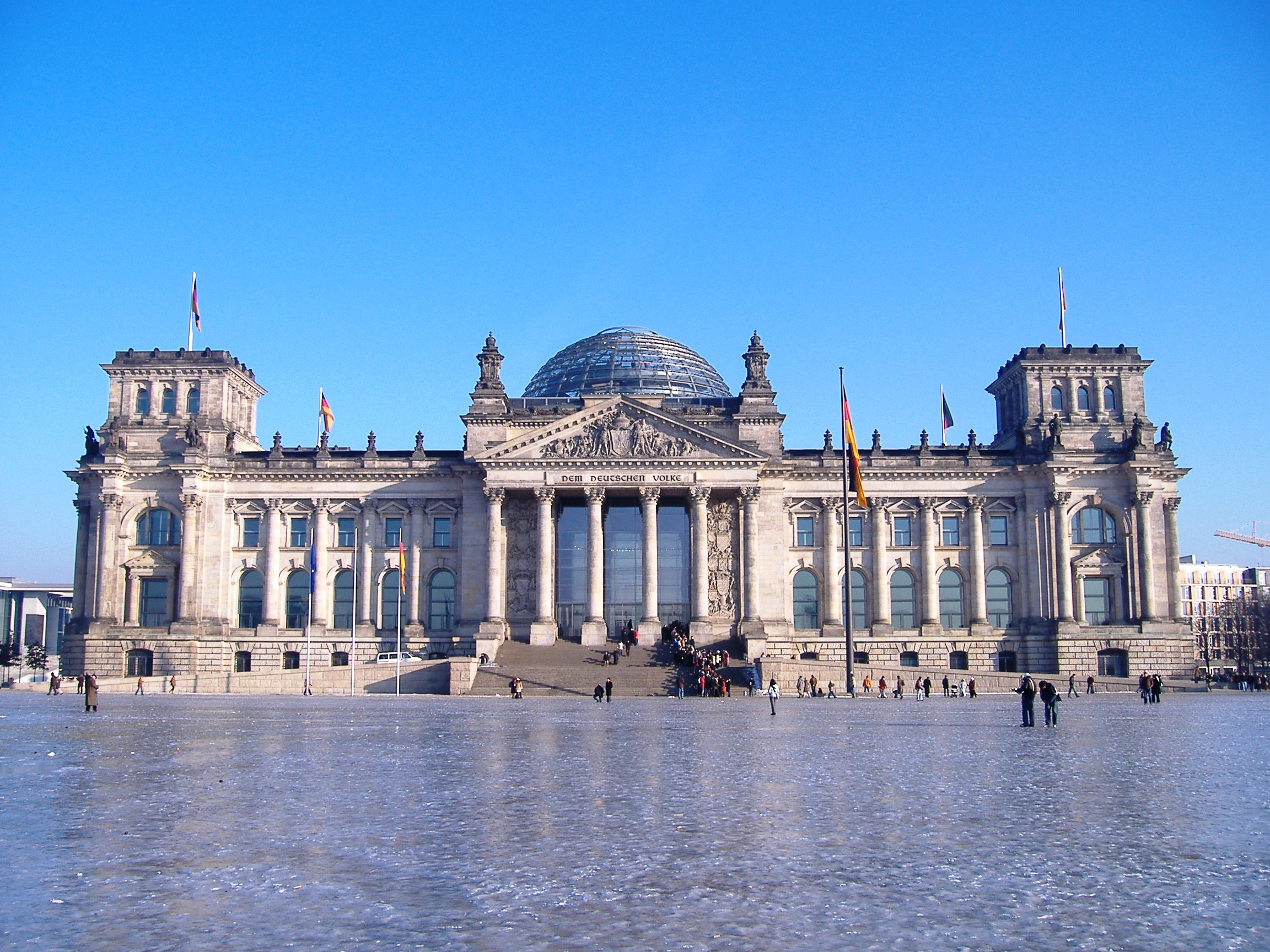
Palácio do Reichstag (1884-94), Berlim, Alemanha
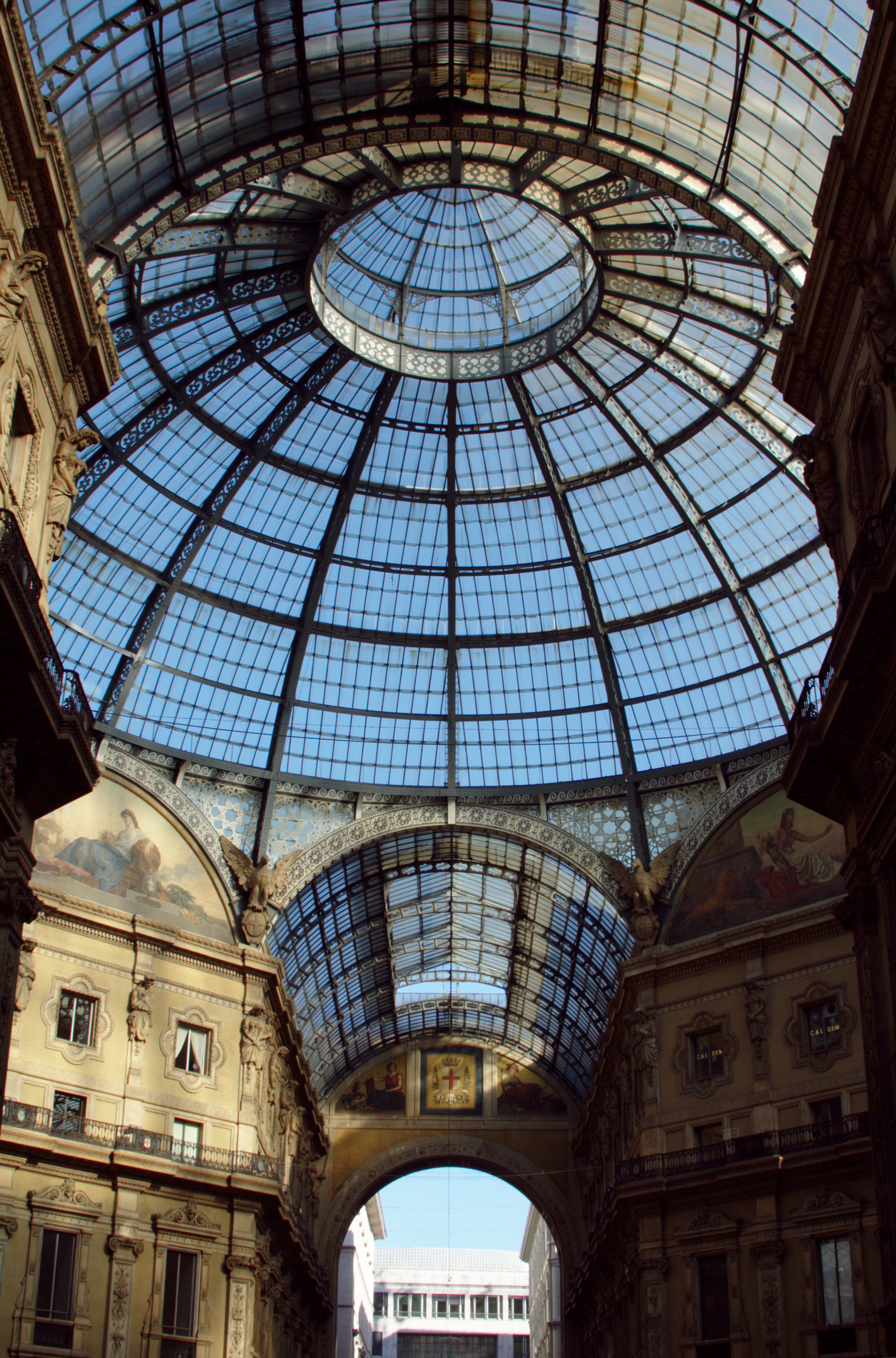
Galleria Vittorio Emanuele II, Milão, Itália
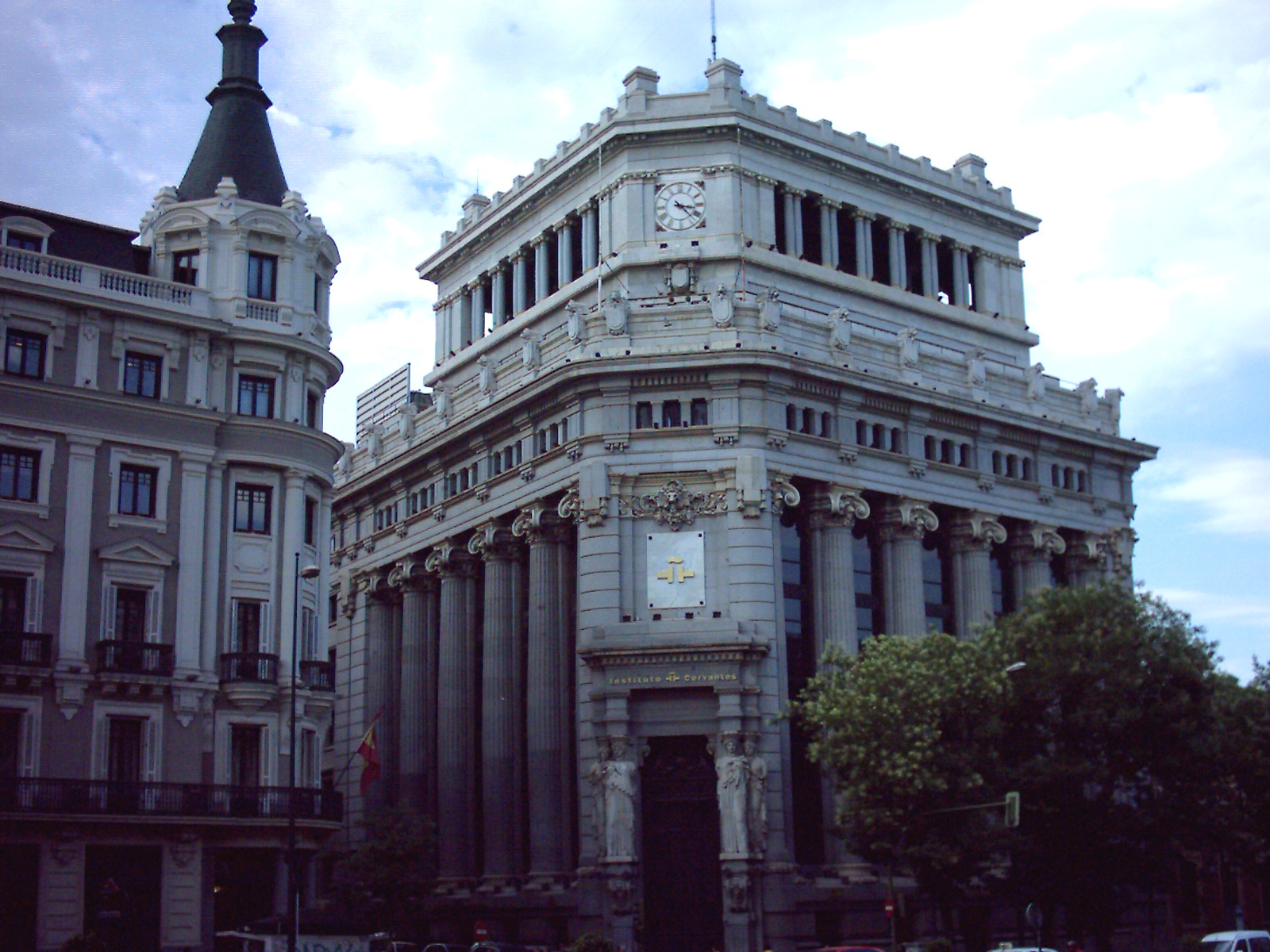
"Edificio de las Cariátides" (à direita) (inaugurado em 1918), em Madrid, Espanha
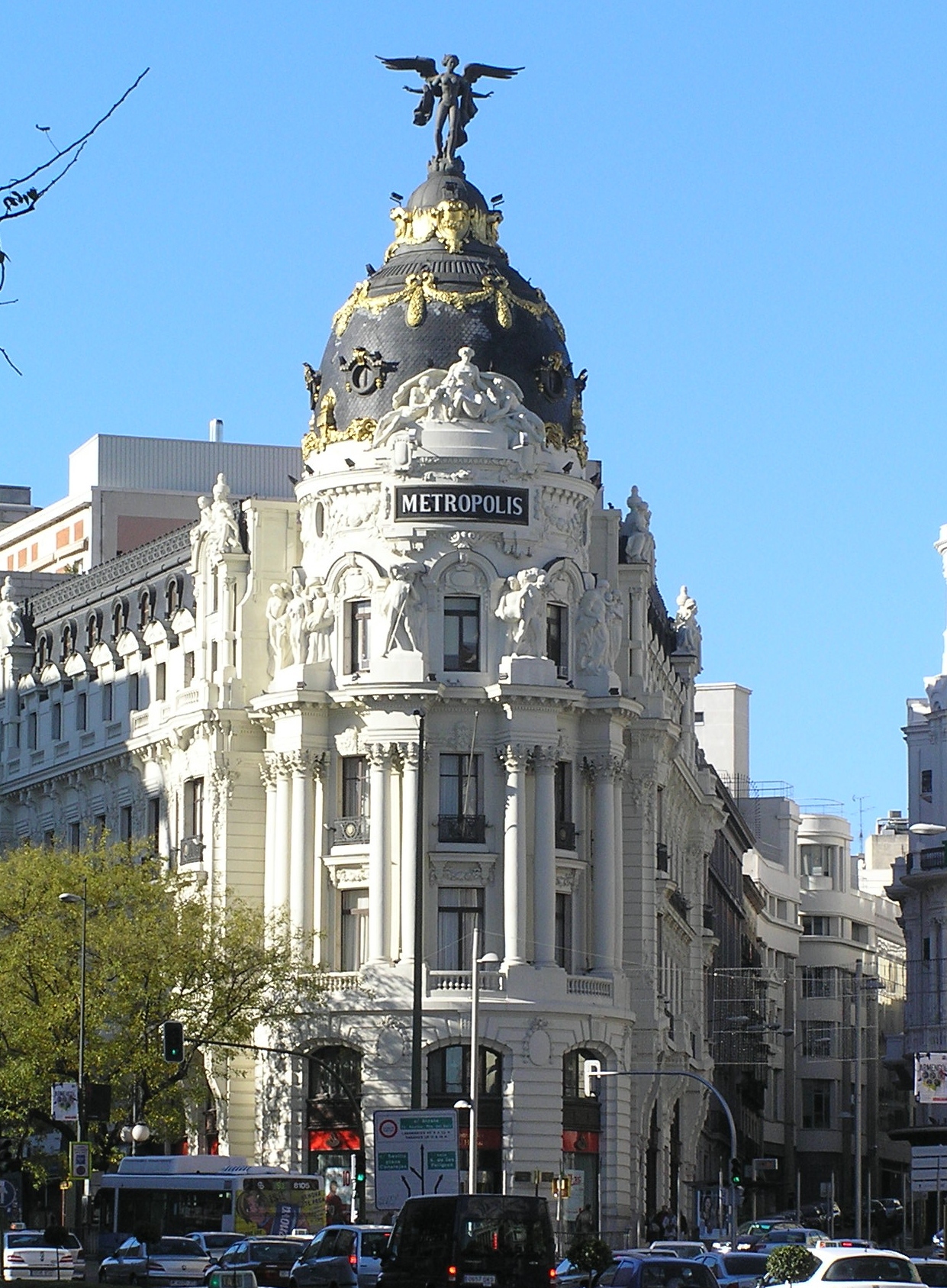
"Edificio Metropolis", em Madrid, Espanha
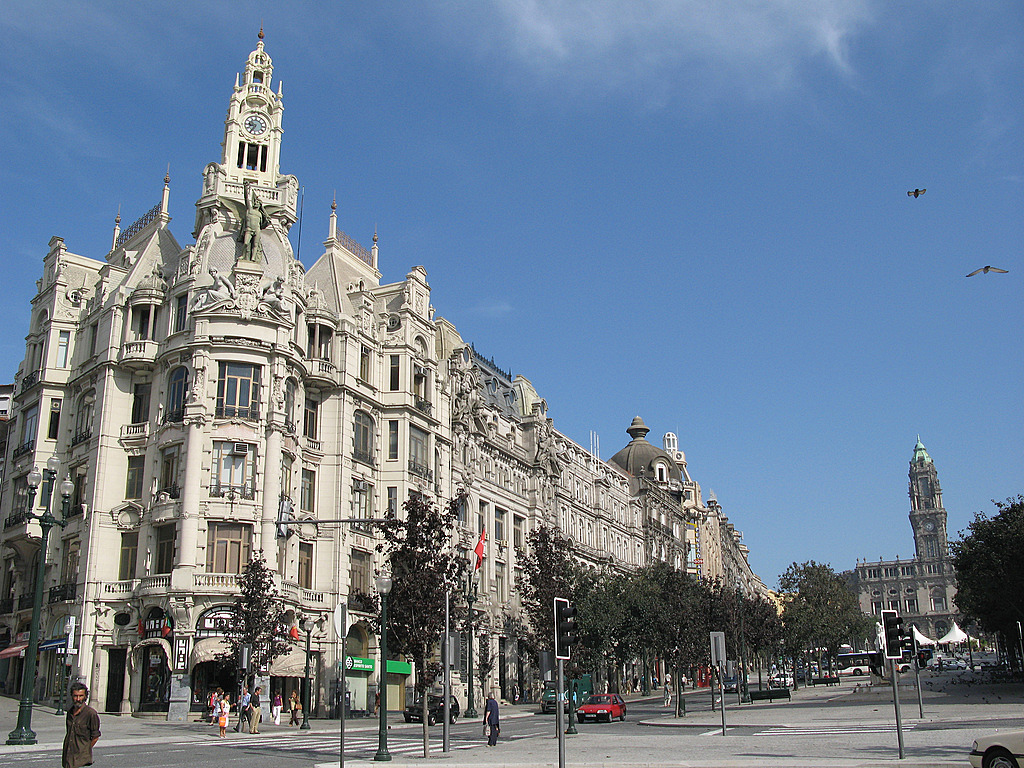
Edifícios na Avenida dos Aliados, Porto, Portugal
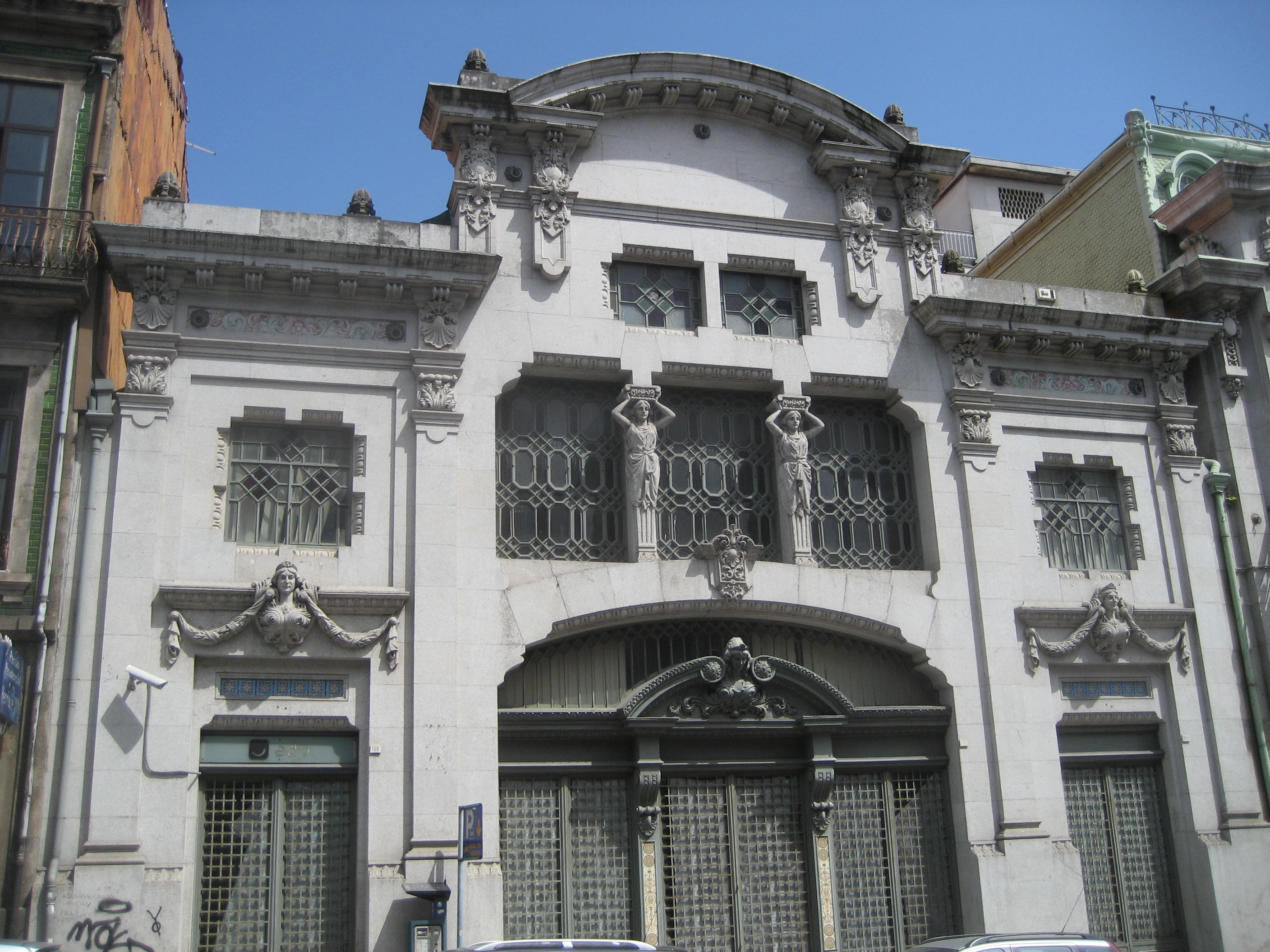
Rua do Duque de Loulé (Porto)
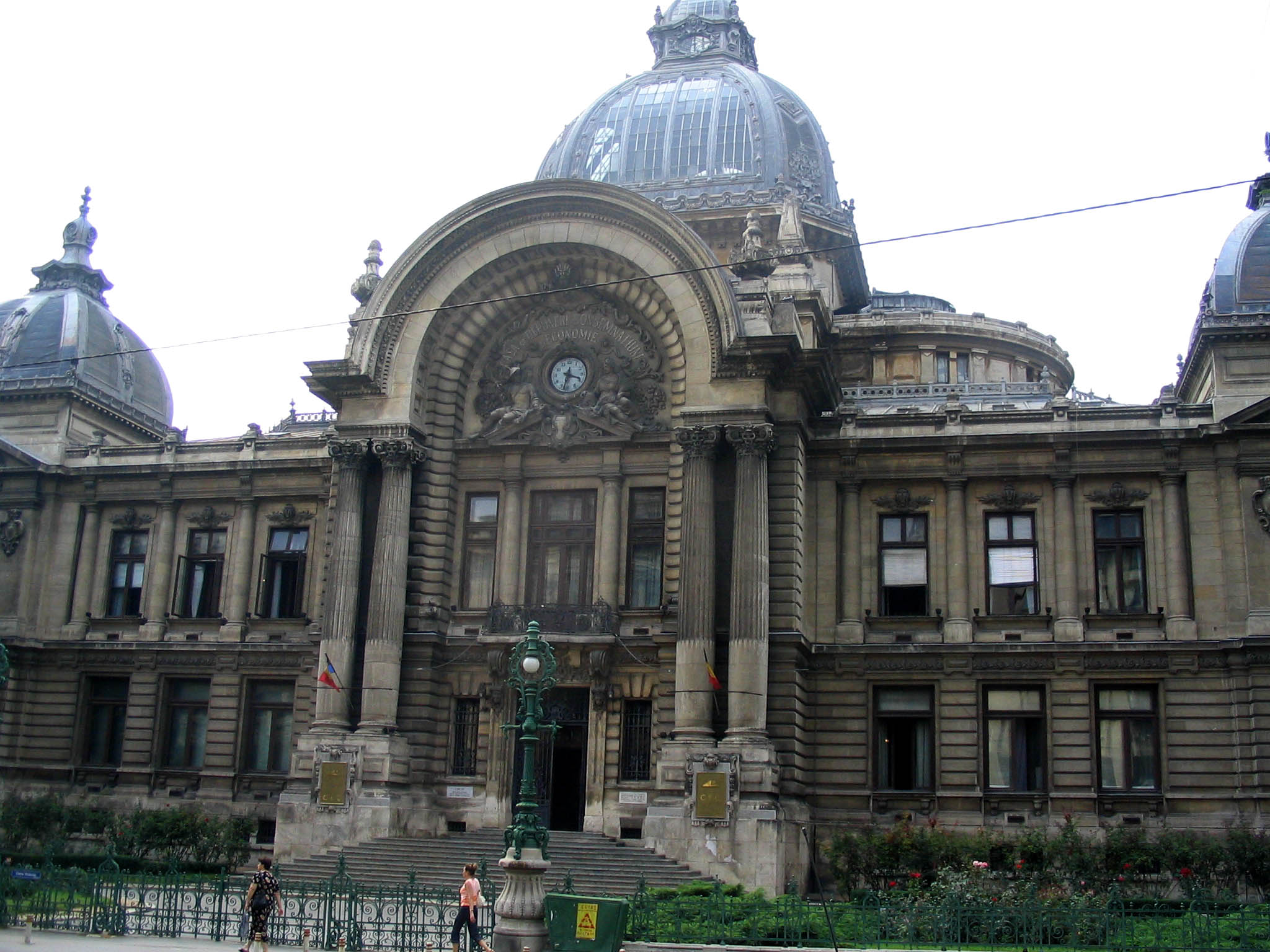
Palácio C.E.C. (1897-1900), Bucareste, Romênia

### Américas

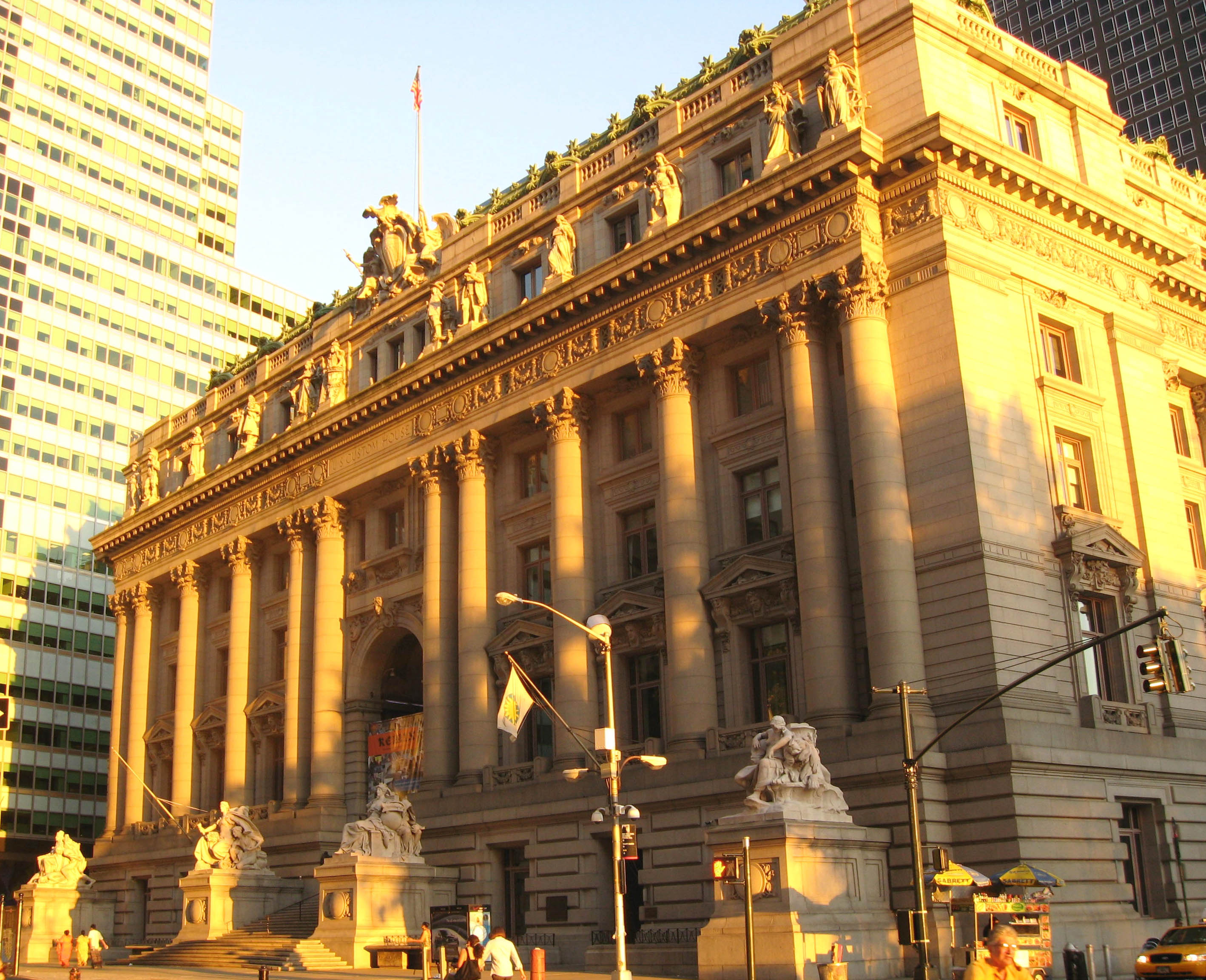
Alexander Hamilton U.S. Custom House (1902-07), Nova York, Estados Unidos
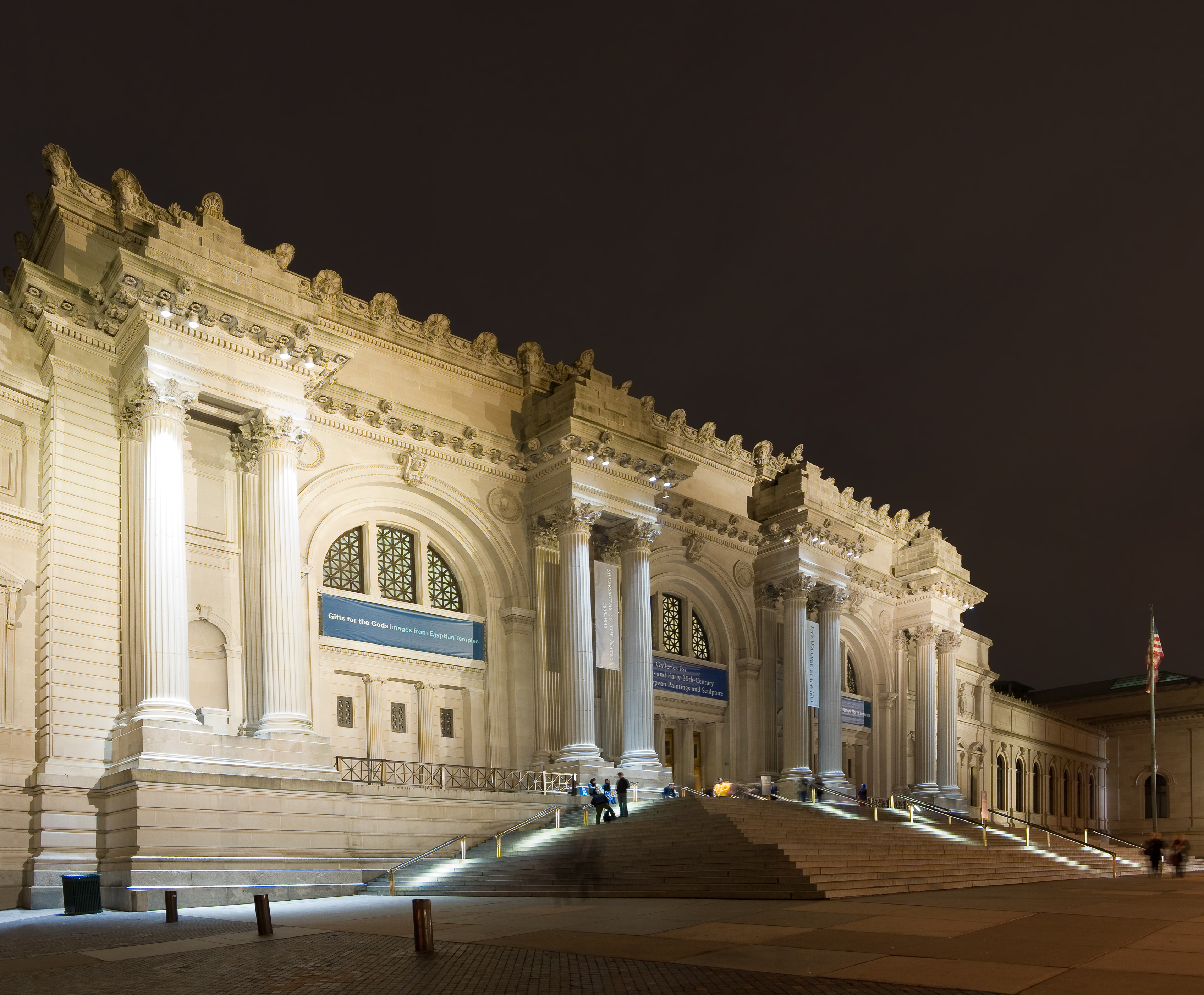
Metropolitan Museum of Art, Nova York, Estados Unidos
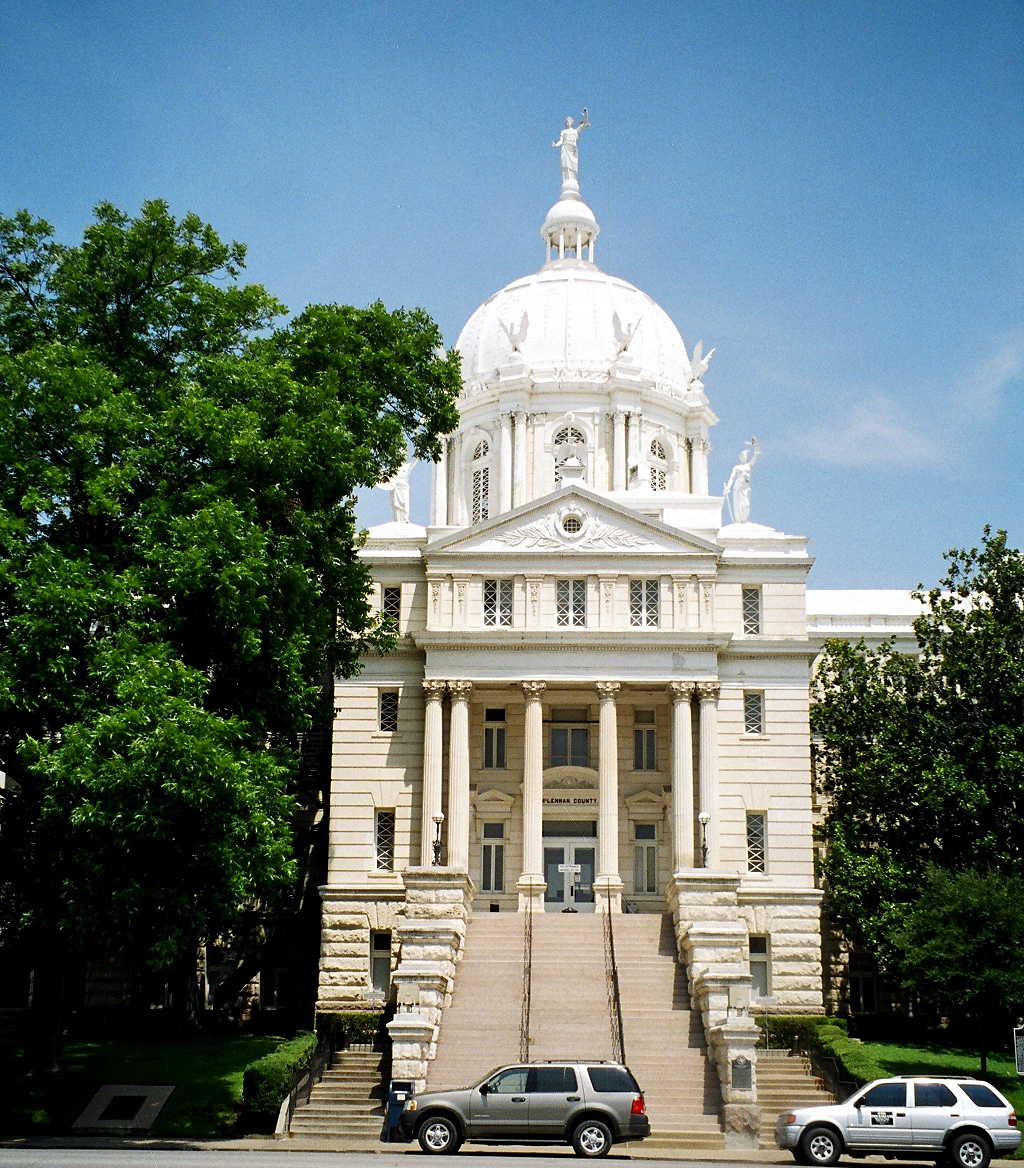
Tribunal em Waco, Texas,  Estados Unidos
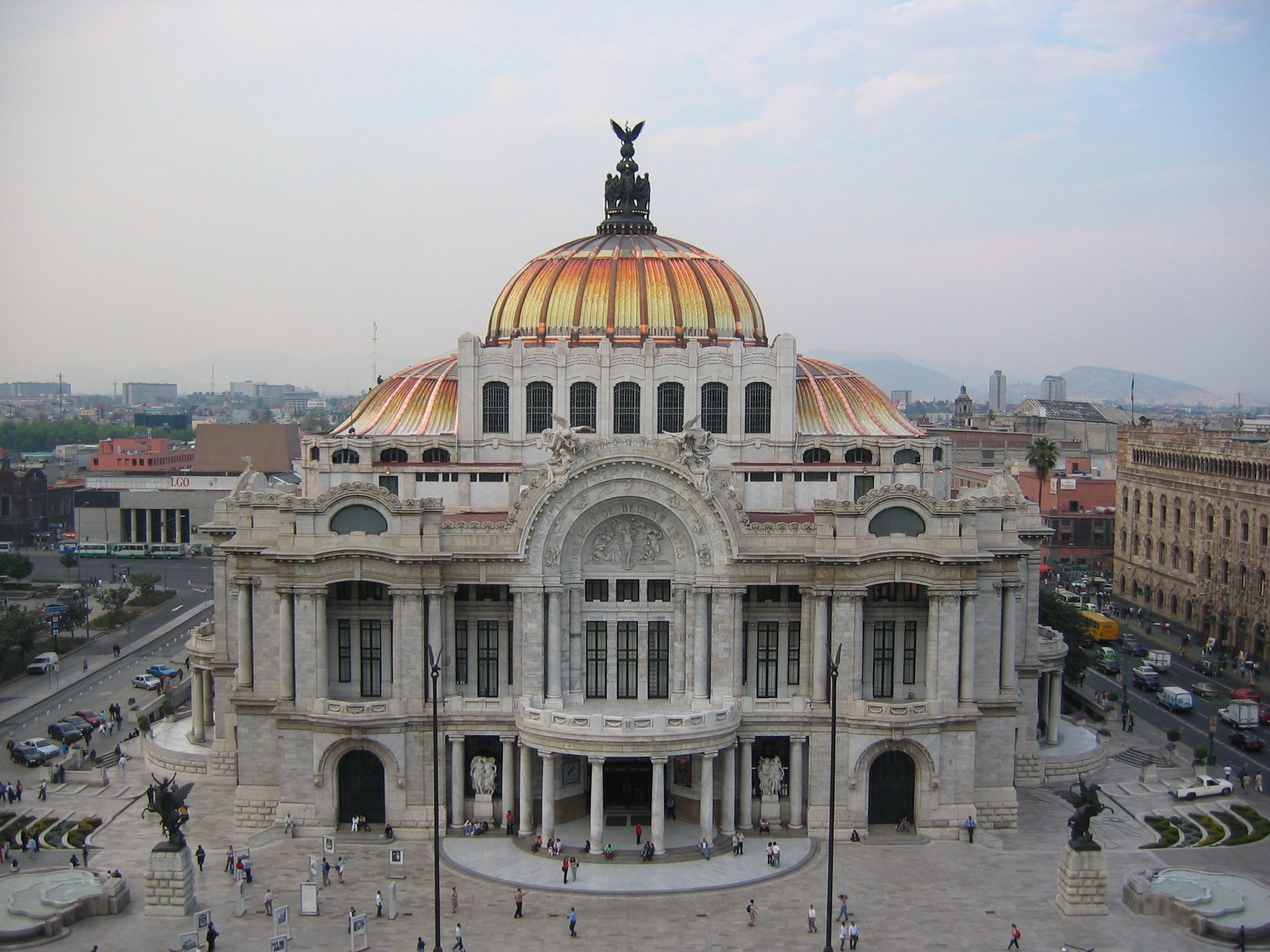
Palacio de Bellas Artes (1904-34), Cidade do México
Theatro Municipal de São Paulo (1903-11), São Paulo
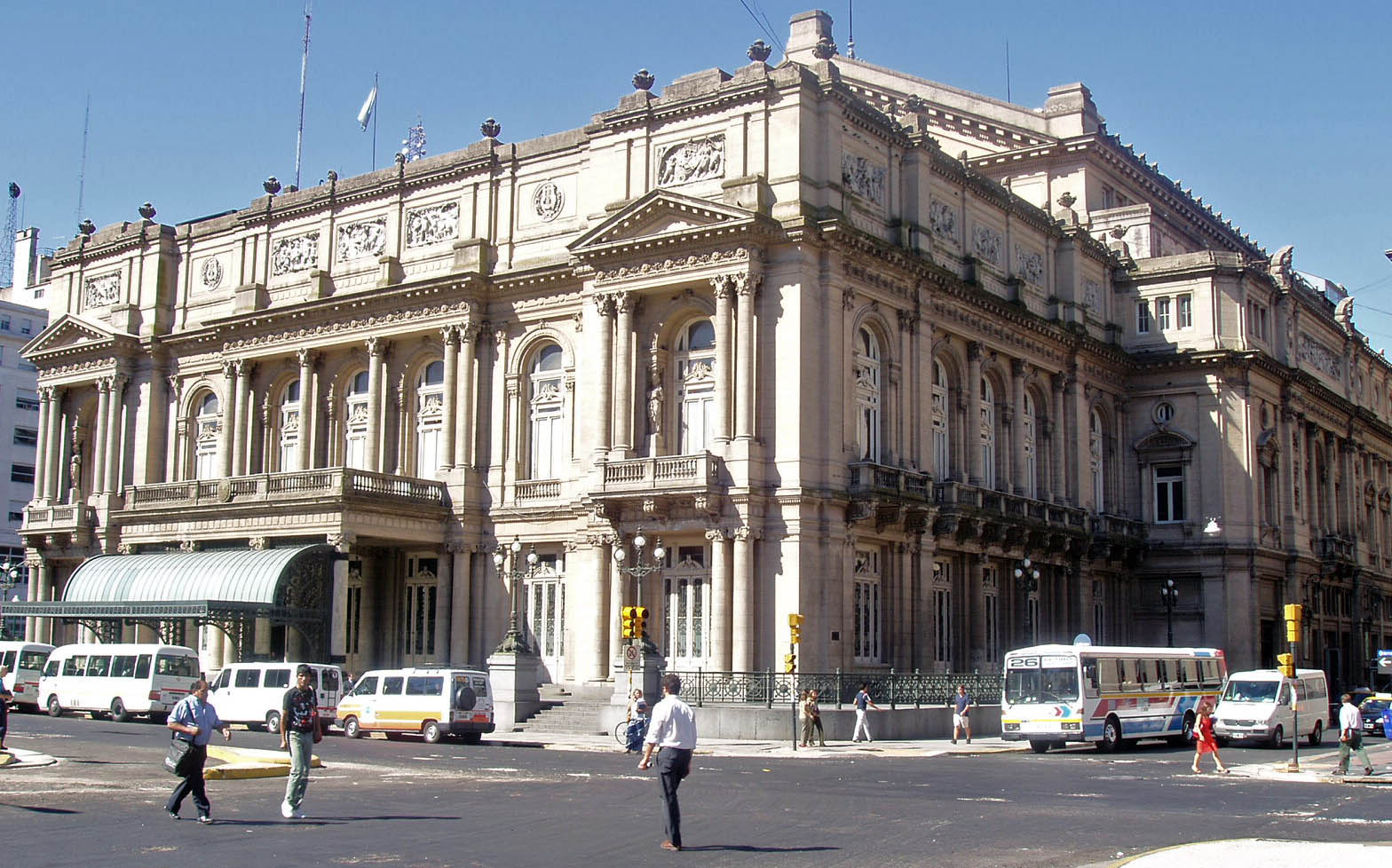
Teatro Colón (1889-1908), Buenos Aires, Argentina
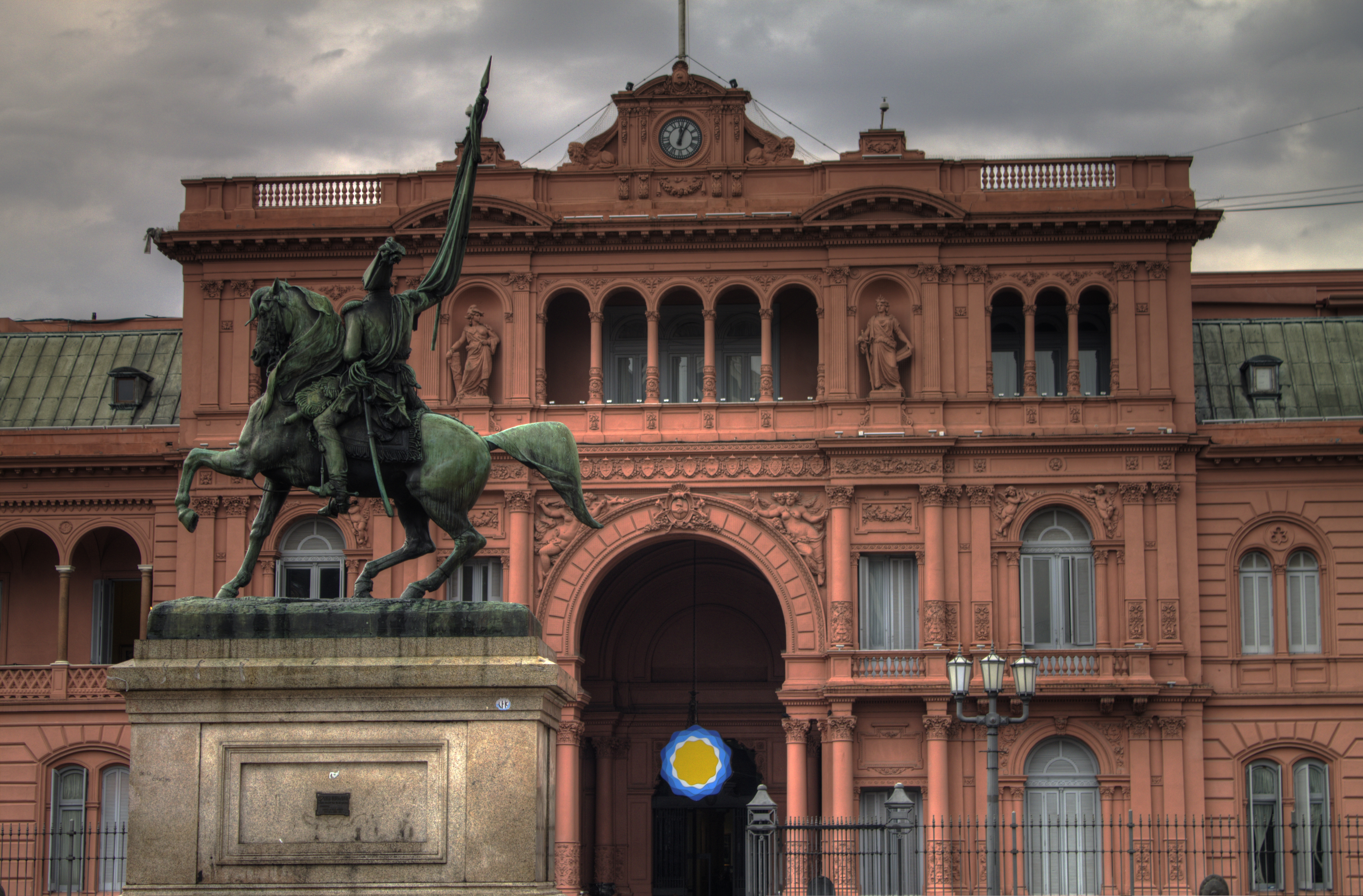
Casa Rosada, Buenos Aires, Argentina
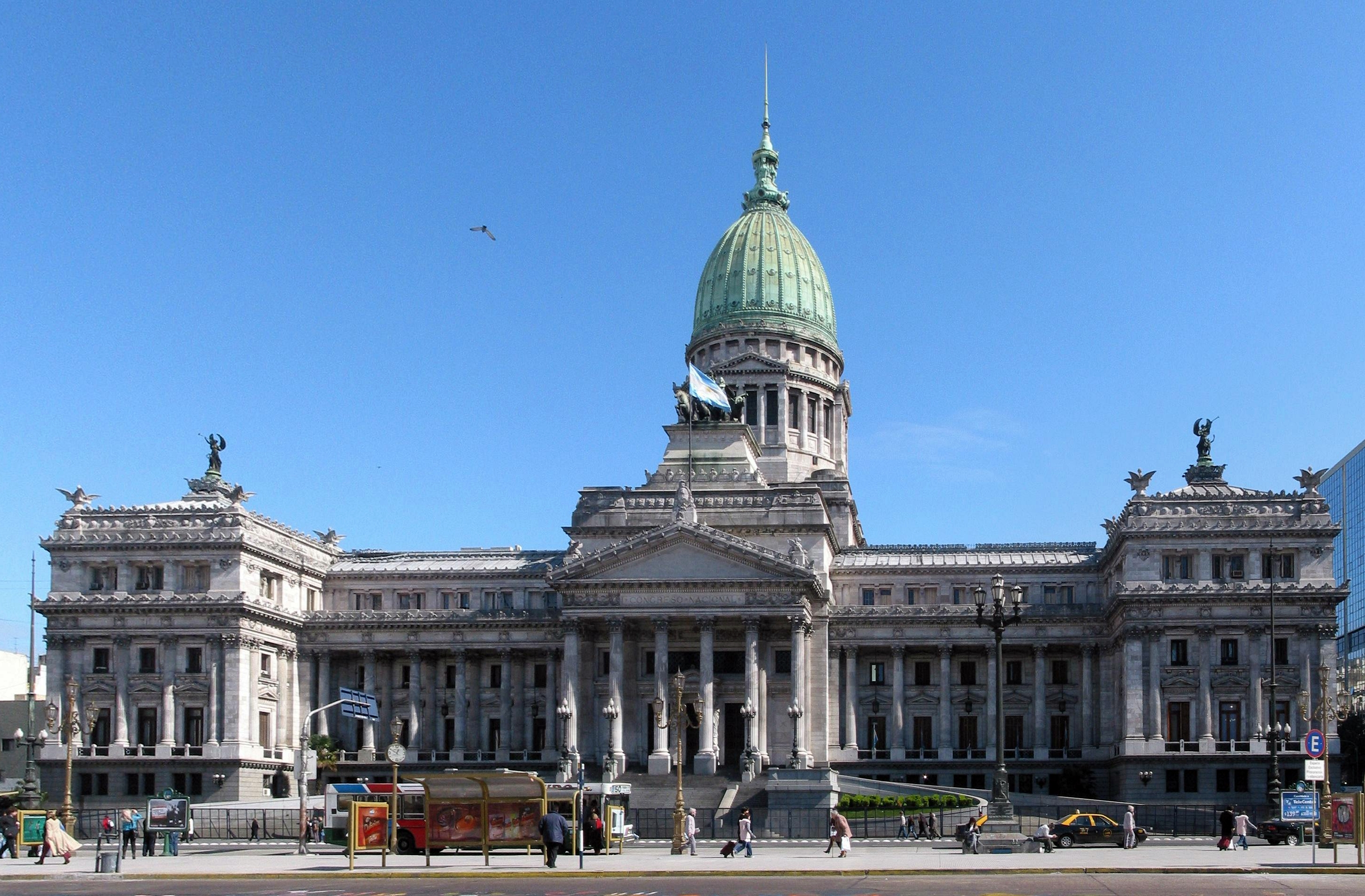
Palacio del Congreso de la Nación Argentina (1897-1906), Buenos Aires, Argentina
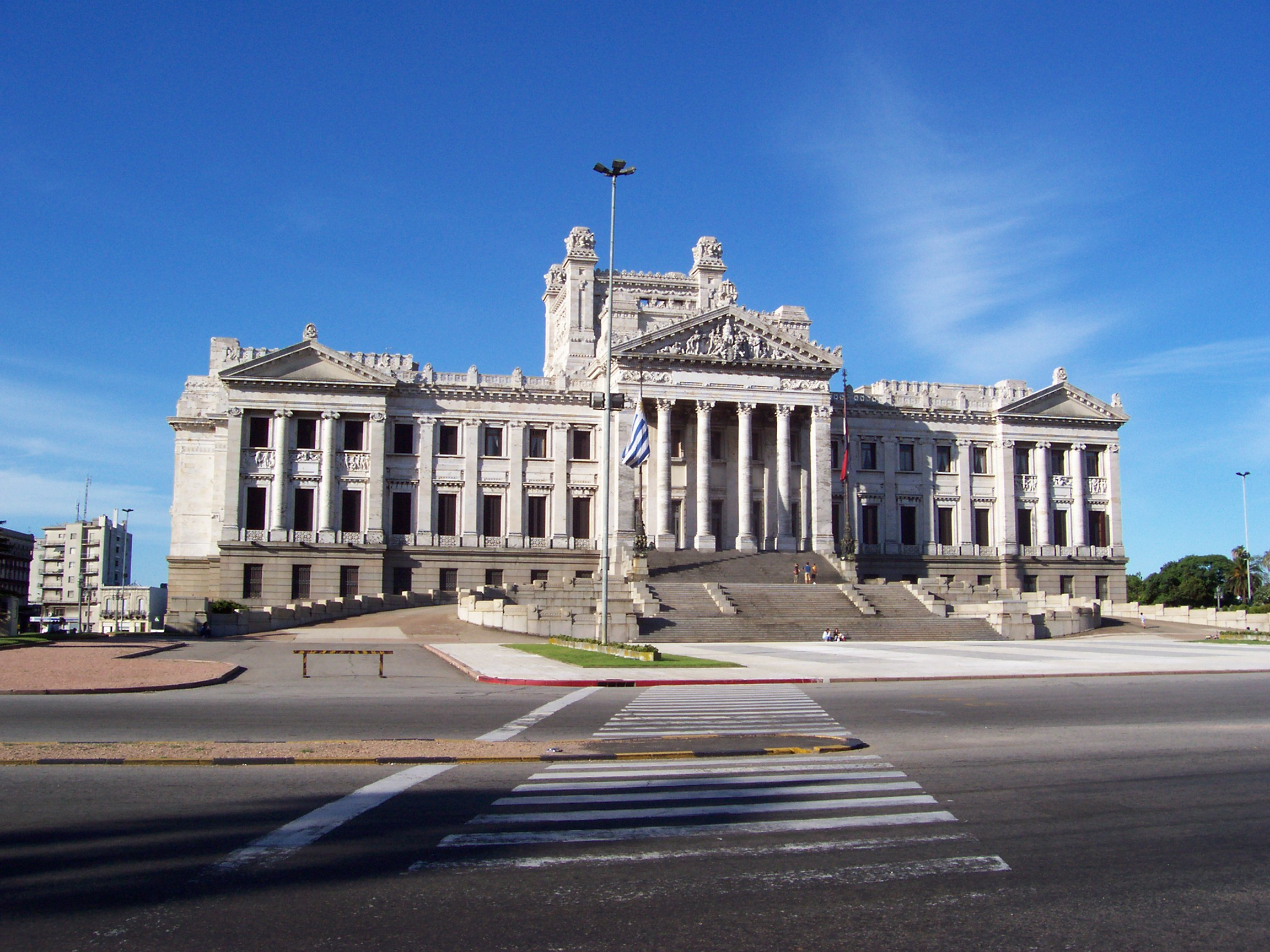
Palácio Legislativo (1908-25), Montevidéu, Uruguai

### África

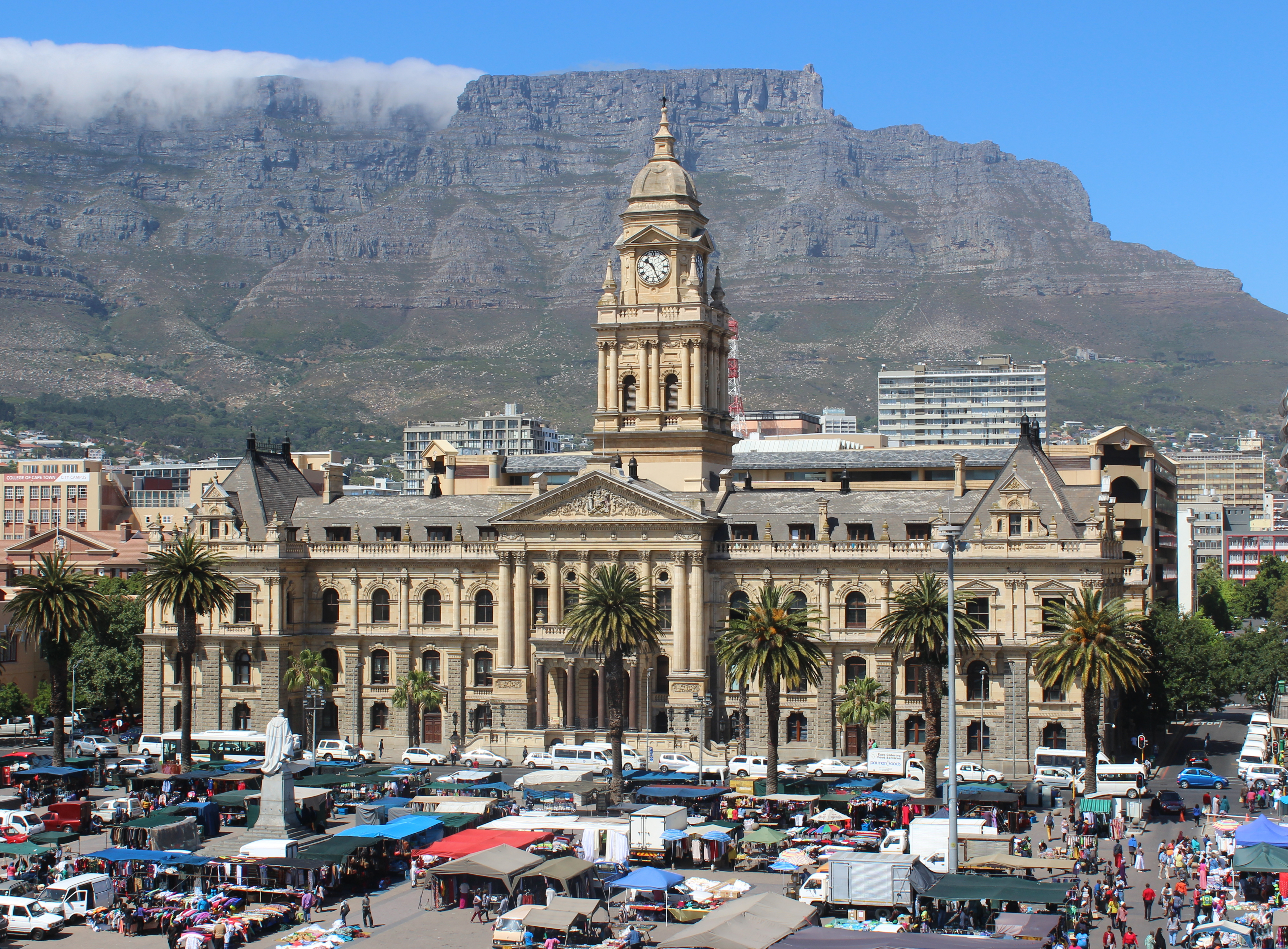
Prefeitura da Cidade do Cabo (inaugurada em 1905), África do Sul
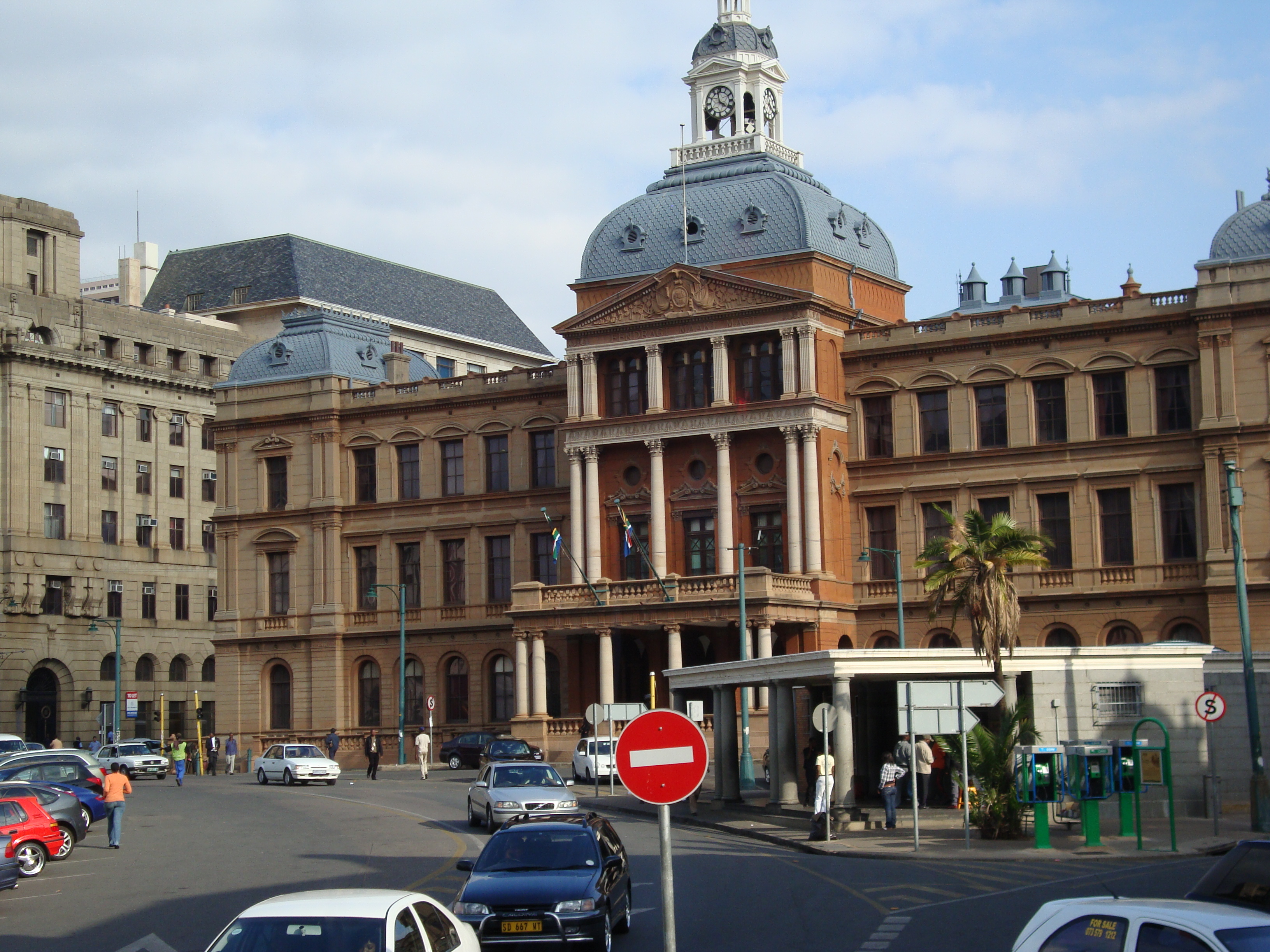
Ou Raadsaal (antiga sede do Conselho da Câmara sul-africano), Pretória, África do Sul
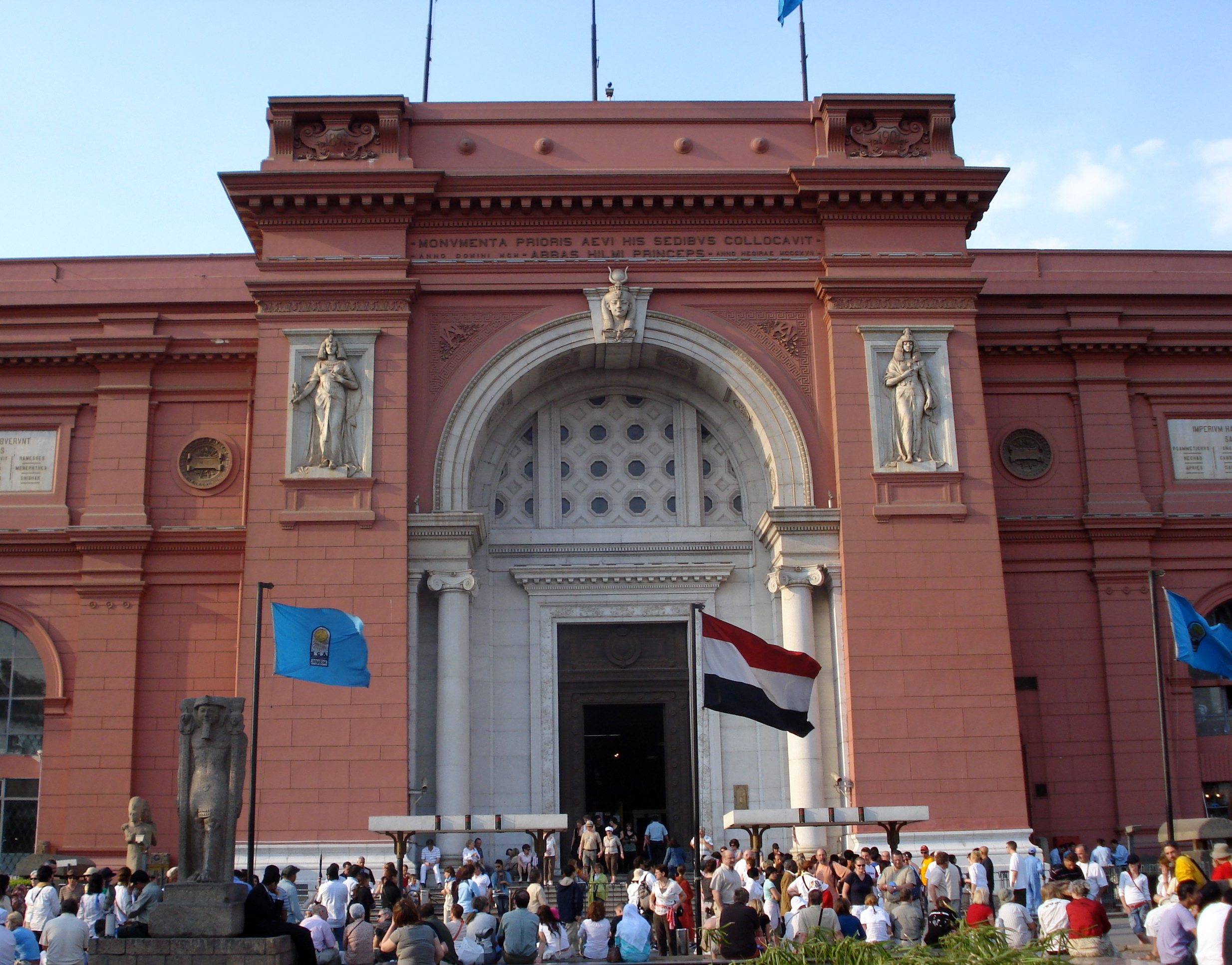
Museu Egípcio (1900), obra do arquiteto francês Marcel Dourgnon, Cairo, Egito
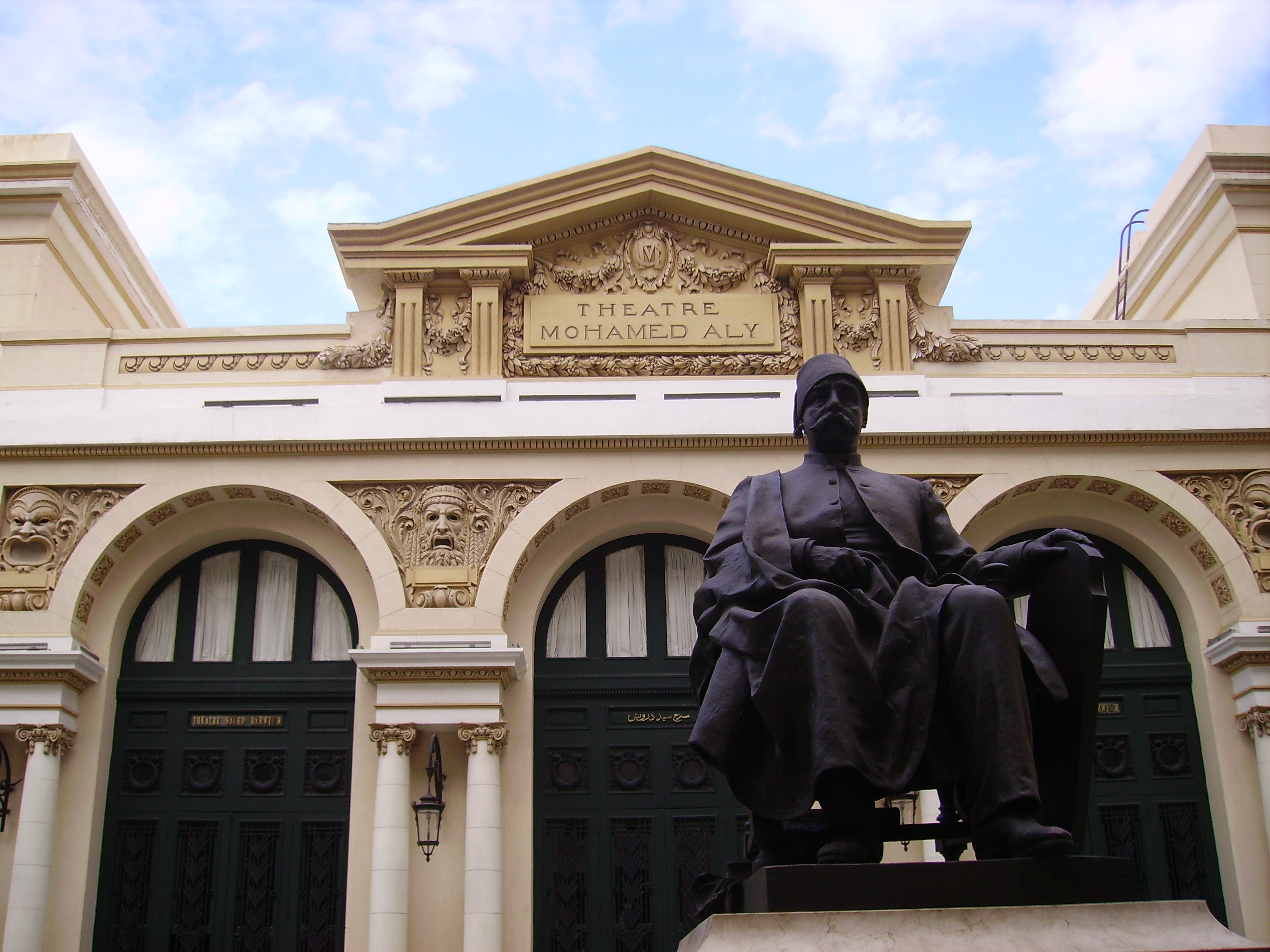
Teatro de Ópera "Mohamed Aly" (1918-21), em Alexandria, Egito
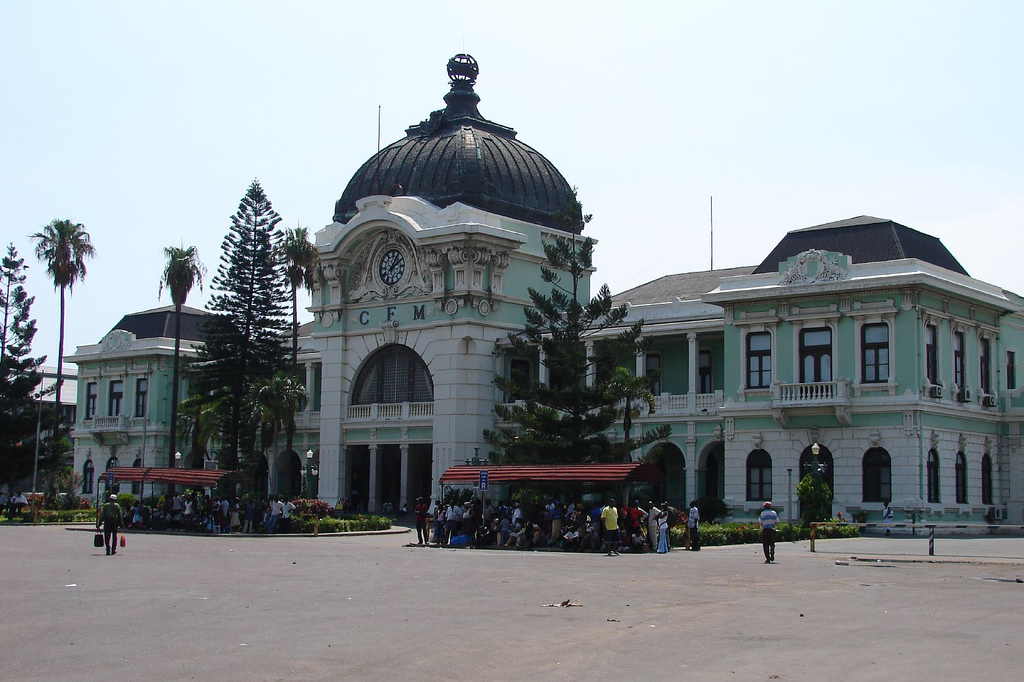
Estação do Caminho de Ferro de Maputo, construída entre 1913-1916. Maputo, Moçambique (ex-colónia portuguesa em África)

### Extremo Oriente

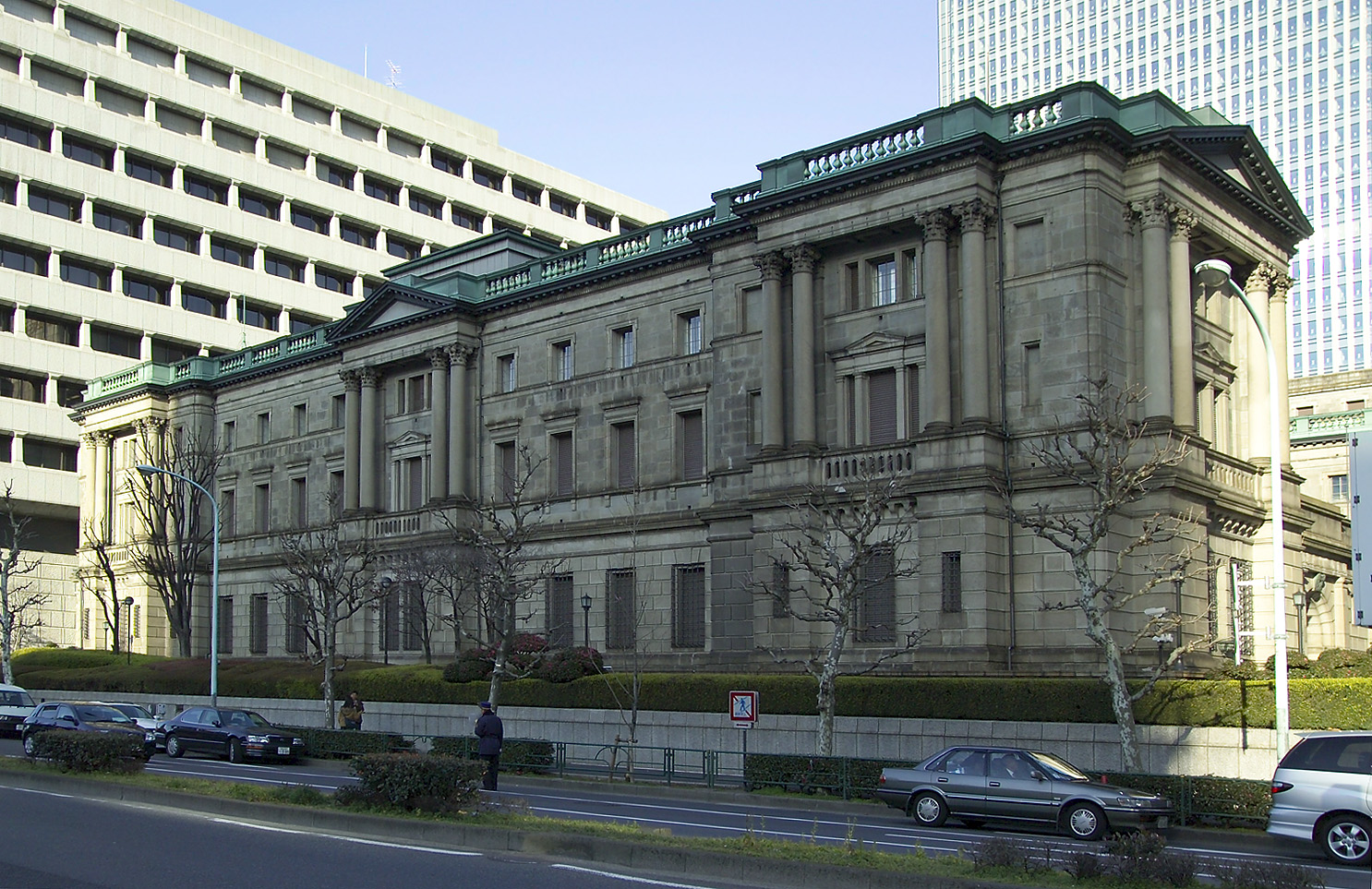
Sede do Banco do Japão
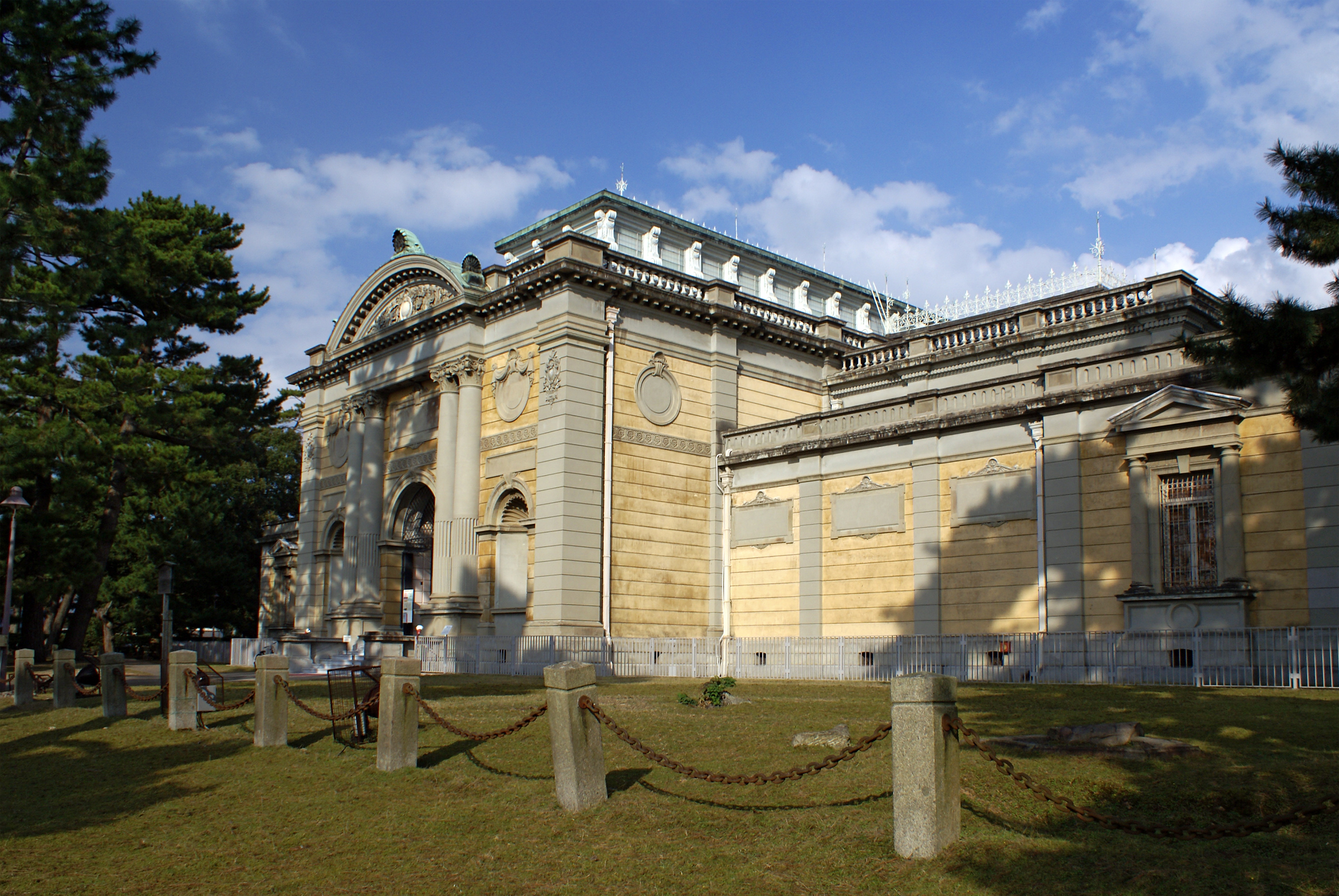
Museu Nacional de Nara, Japão
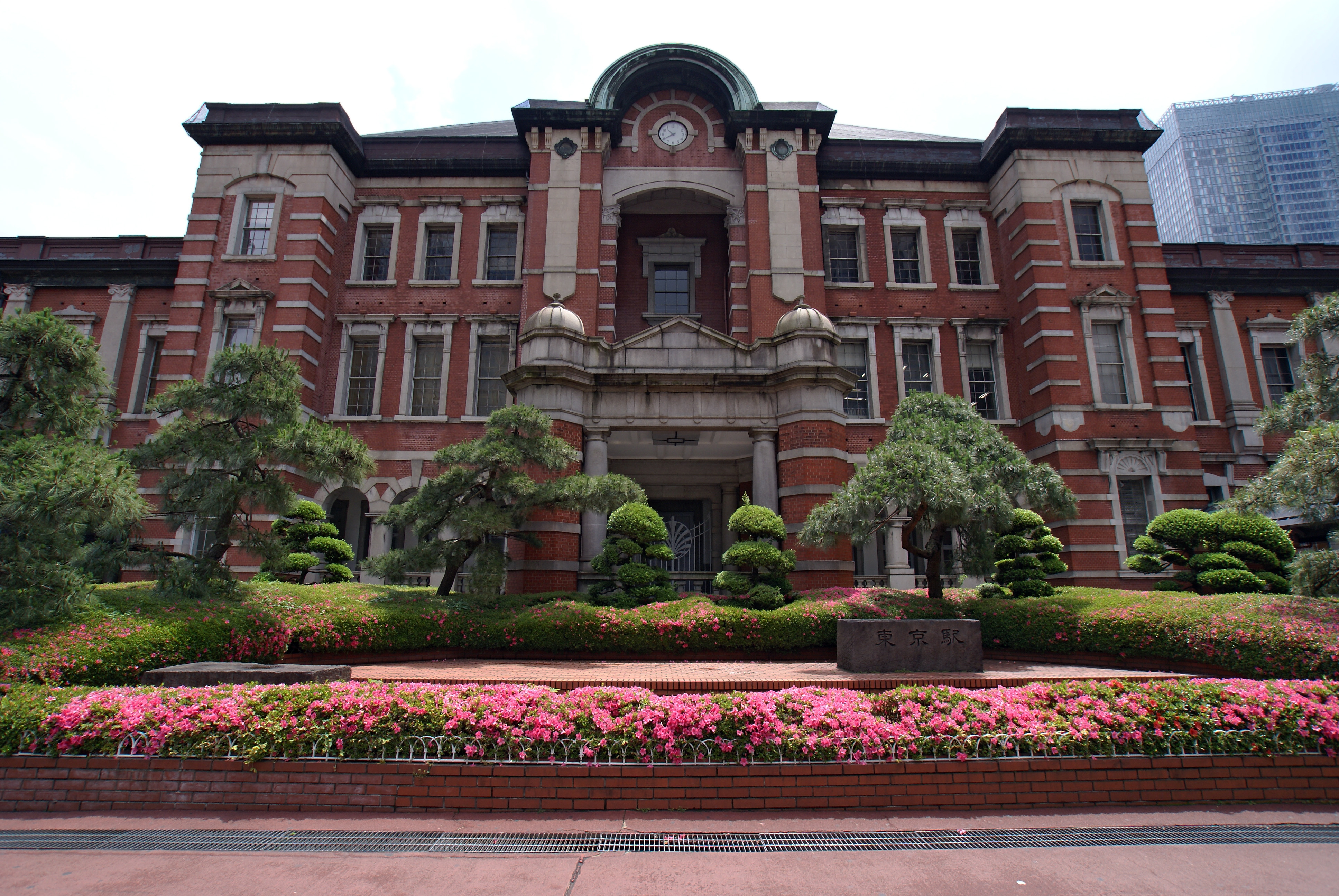
Estação de Tóquio (inaugurada em 1914), Japão
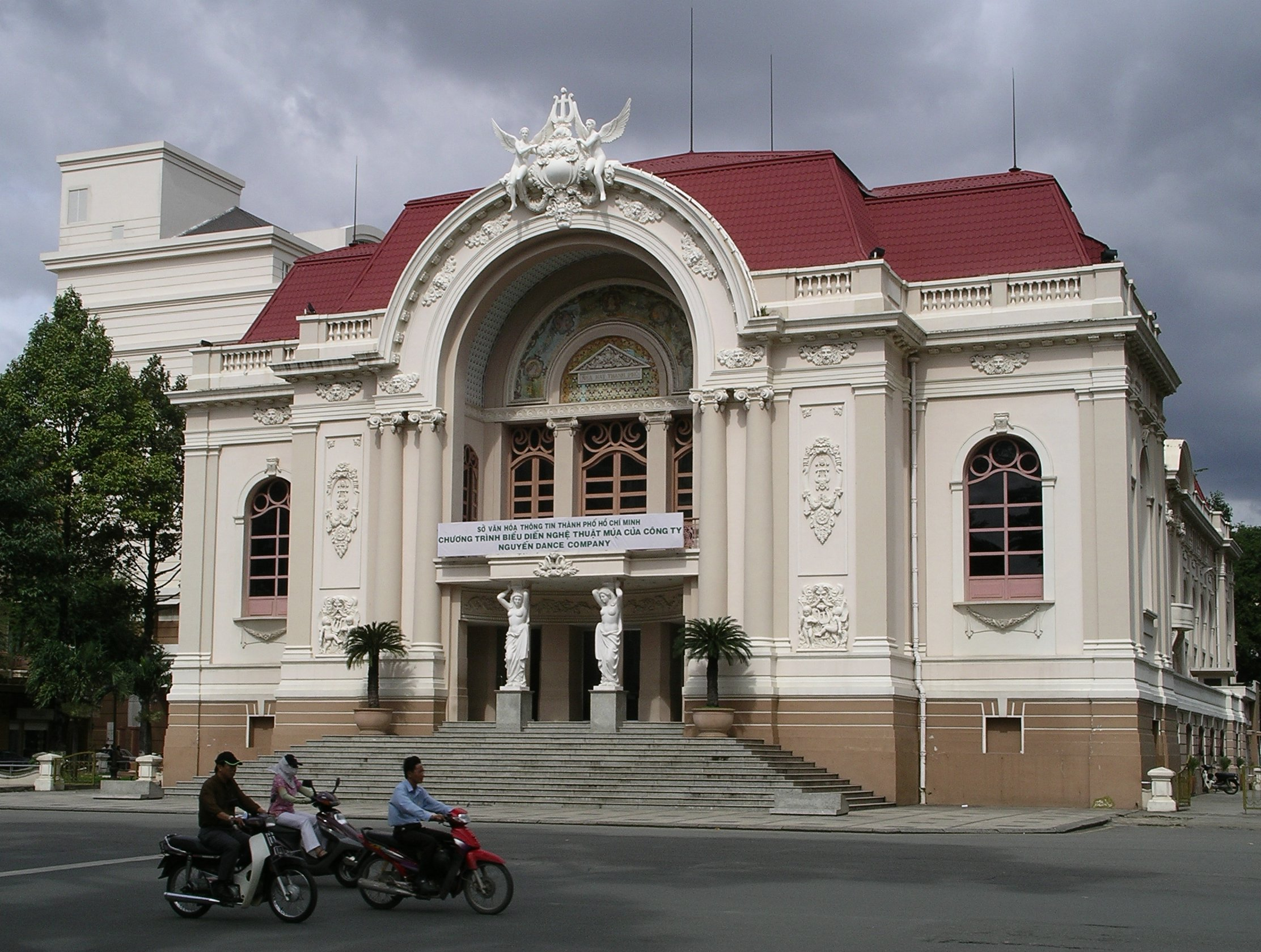
Ópera de Saigon, Vietnã, construída pelos franceses